# Leonberg
Leonberg (schwäbisch Leaberg ['leɐbɛrg]) ist eine Stadt in der Mitte des Landes Baden-Württemberg mit 49.043 Einwohnern (31. Dezember 2023). Sie liegt etwa 13 Kilometer westlich der Landeshauptstadt Stuttgart. Hinsichtlich der Bevölkerungszahl ist Leonberg nach Sindelfingen und Böblingen die drittgrößte Stadt des Landkreises Böblingen und als Mittelzentrum für die umliegenden Gemeinden ausgewiesen. Leonberg ist seit 1. Oktober 1963 eine Große Kreisstadt und war bis 1973 der Sitz des gleichnamigen Landkreises, der im Zuge der Kreisreform 1973 aufgelöst wurde.

## Geographie

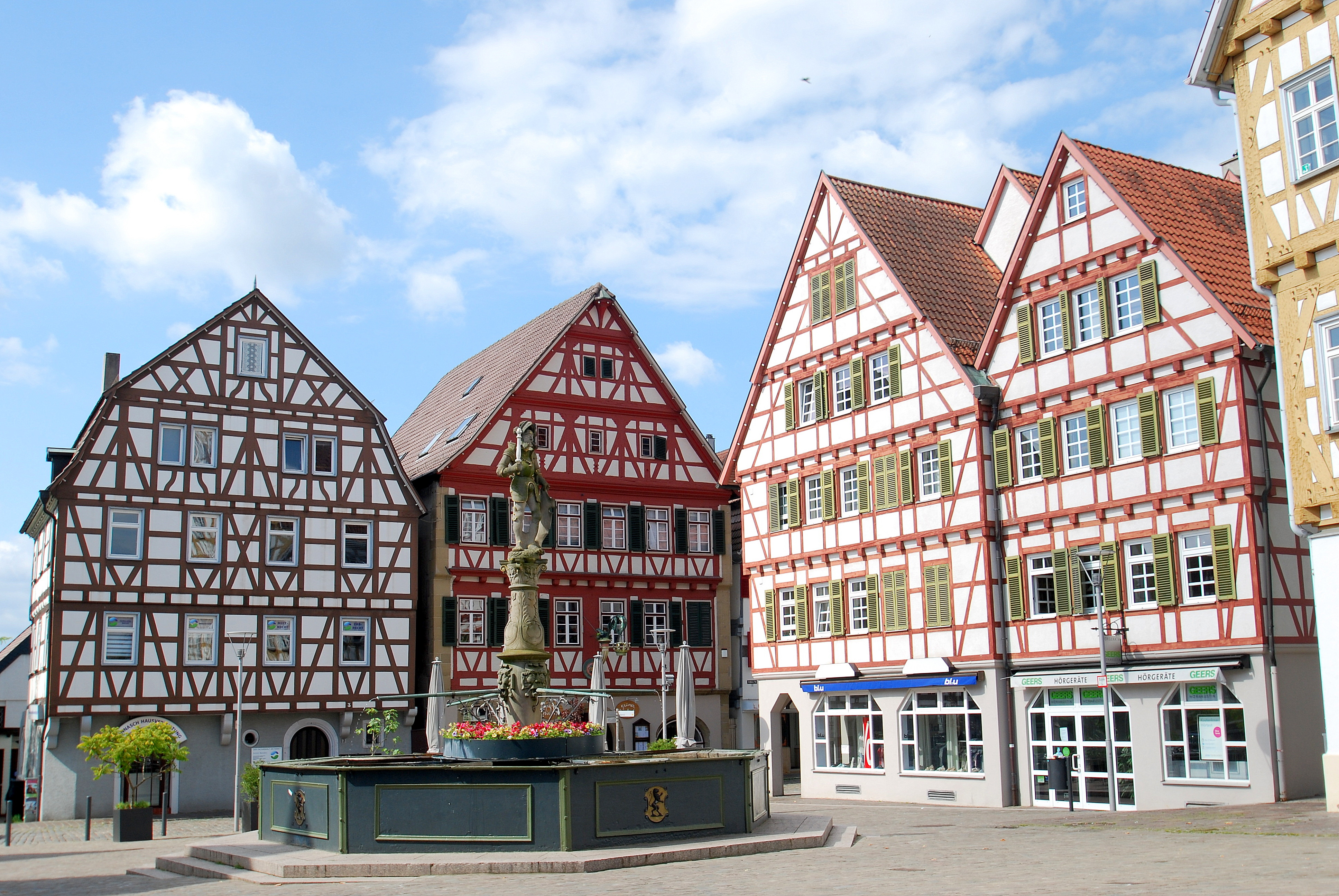
Marktplatz mit Marktbrunnen

### Geographische Lage
Leonberg liegt über dem rechten Hang des Glemstales, auf einem Sporn, einem Ausläufer des Engelbergs, der wiederum Teil des Glemswaldes ist. Die Glems betritt im Südosten von Stuttgart kommend das Stadtgebiet, fließt dann nach Nordwesten, wendet sich beim Stadtteil Eltingen nach Nordosten, fließt anschließend durch die westliche Kernstadt (die Altstadt liegt rechts des Flusses), dann südlich am Stadtteil Höfingen vorbei und verlässt das Stadtgebiet im Nordosten in Richtung Ditzingen wieder.
Die nördlichen Stadtteile Höfingen und Gebersheim zählen zum Strohgäu.

### Nachbargemeinden
Folgende Städte und Gemeinden grenzen an die Stadt Leonberg. Sie werden im Uhrzeigersinn beginnend im Norden genannt:

Ditzingen und Gerlingen (Landkreis Ludwigsburg), Stuttgart (Stadtkreis) sowie Sindelfingen, Magstadt, Renningen und Rutesheim (alle Landkreis Böblingen).

### Stadtgliederung
Leonberg besteht aus der Kernstadt, der 1938 eingemeindeten Gemeinde Eltingen, die heute mit der Kernstadt zusammengewachsen ist, sowie den im Rahmen der Gebietsreform 1975 eingegliederten Stadtteilen Gebersheim, Höfingen und Warmbronn.
Zur Kernstadt gehören auch die Stadtteile Silberberg (räumlich getrennt) und Ramtel, das Wohngebiet Gartenstadt sowie weitere räumlich getrennte Wohnplätze mit eigenem Namen, wie Eichenhof, Glemseck, Hinter Ehrenberg, Mahdental und Rappenhof. Auch im Stadtteil Höfingen unterscheidet man räumlich getrennte Wohnplätze mit eigenem Namen, wie etwa Tilgshäusleshof und Wannenhof.
Gebersheim, Höfingen und Warmbronn sind zugleich Ortschaften im Sinne der baden-württembergischen Gemeindeordnung. Das heißt, sie haben jeweils einen von der Bevölkerung bei jeder Kommunalwahl alle fünf Jahre neu zu wählenden Ortschaftsrat, dessen Vorsitzender der Ortsvorsteher ist.

### Raumplanung
Leonberg ist ein Mittelzentrum in der Region Stuttgart, deren Oberzentrum Stuttgart ist. Zum Mittelbereich Leonberg gehören noch die Städte und Gemeinden im Norden des Landkreises Böblingen, im Einzelnen: Renningen, Rutesheim, Weil der Stadt und Weissach.

### Flächenaufteilung
Nach Daten des Statistischen Landesamtes, Stand 2014.

### Schutzgebiete
Leonberg hat geringen Anteil am Naturschutzgebiet Gerlinger Heide. Der südliche Teil des Stadtgebiets gehört zum Landschaftsschutzgebiet Glemswald. Nördlich der Stadt wurde das Landschaftsschutzgebiet Leonberg ausgewiesen. Die Stadt hat überdies Anteile an den FFH-Gebieten Glemswald und Stuttgarter Bucht sowie Strohgäu und unteres Enztal.

## Geschichte

### Von der Stadtgründung bis zur Reformation

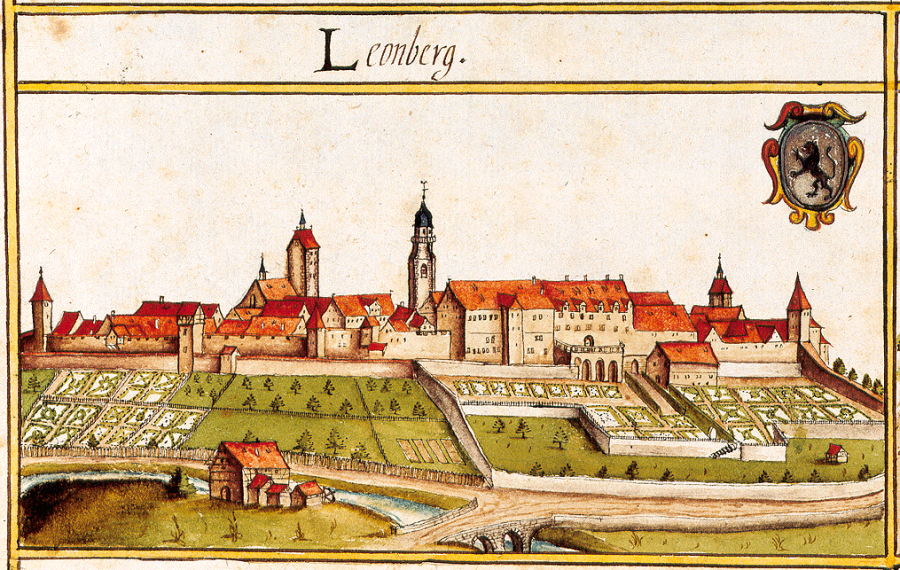
Ansicht von Süden (Kieser 1682)

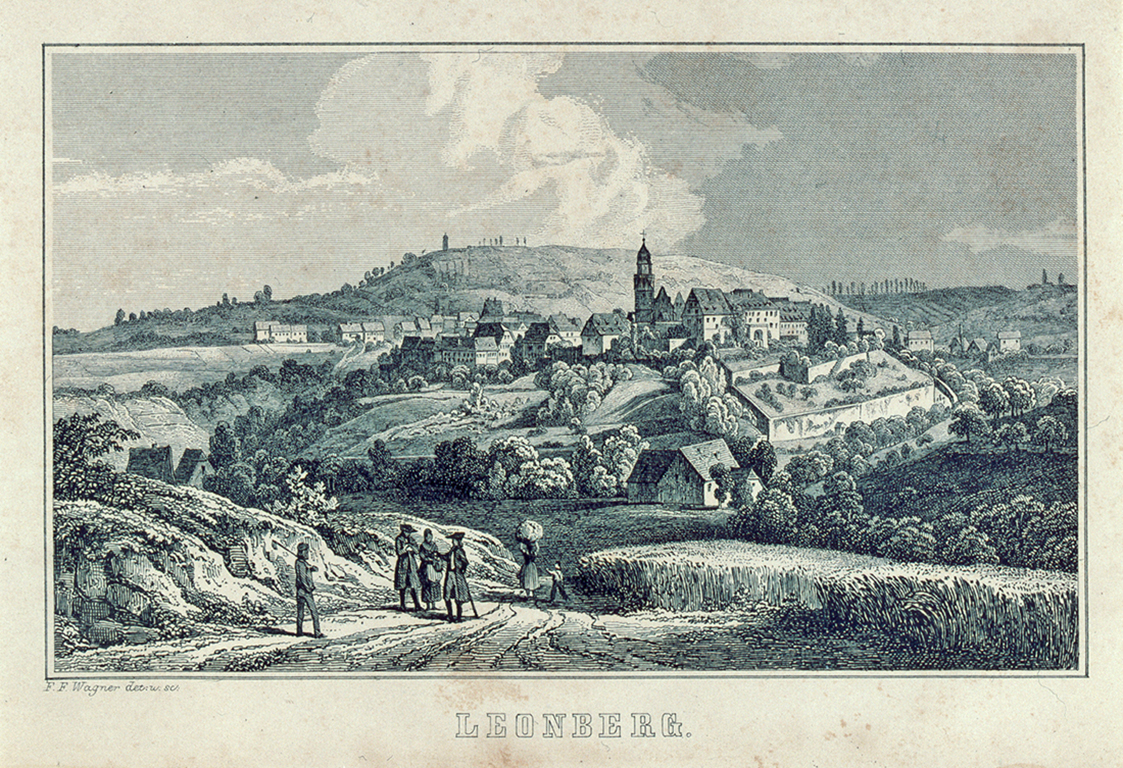
Blick von Südwesten über die Stadt auf den Engelberg (F. F. Wagner in OAB 1852)

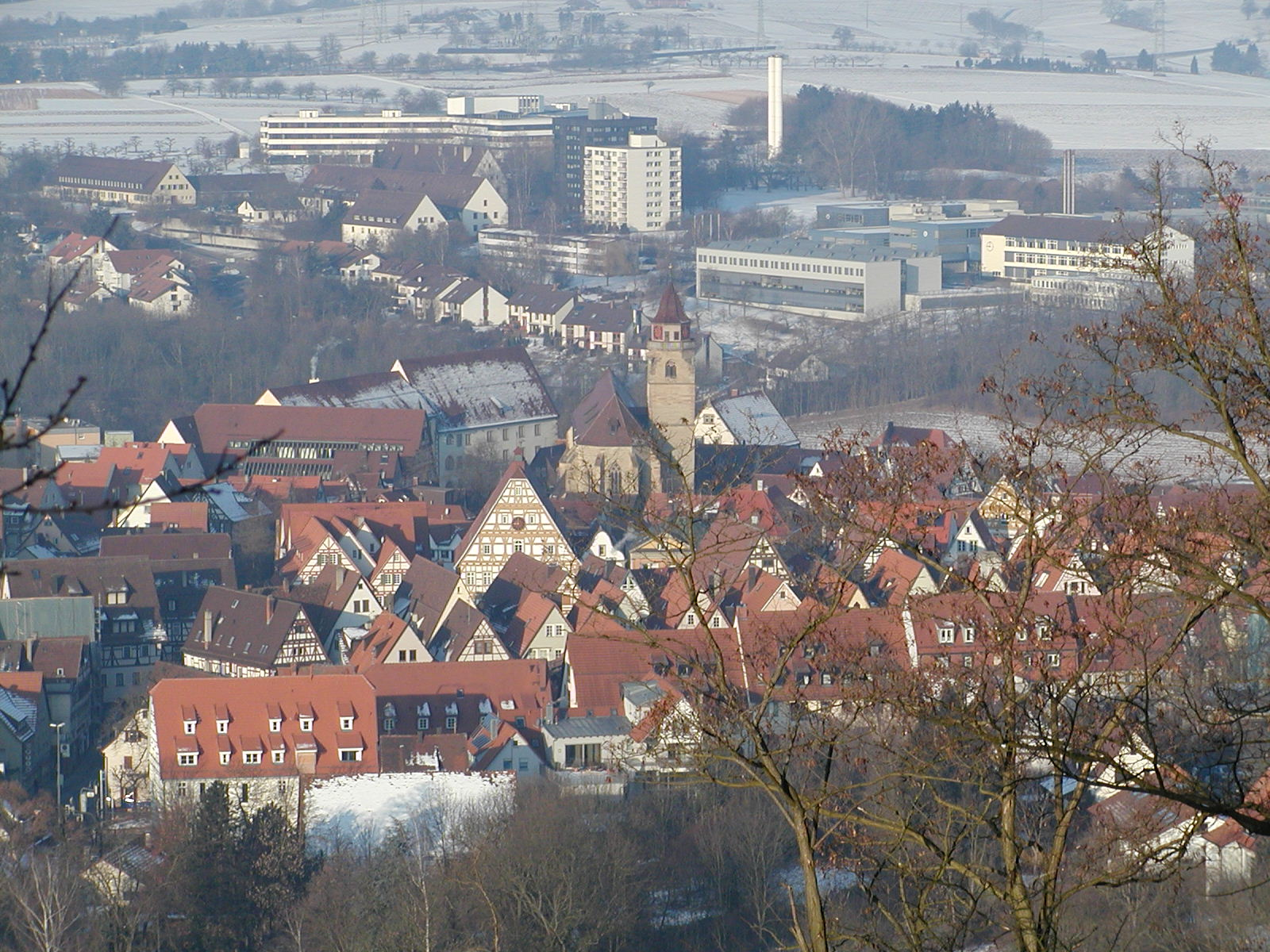
Die Altstadt vom Engelberg aus gesehen

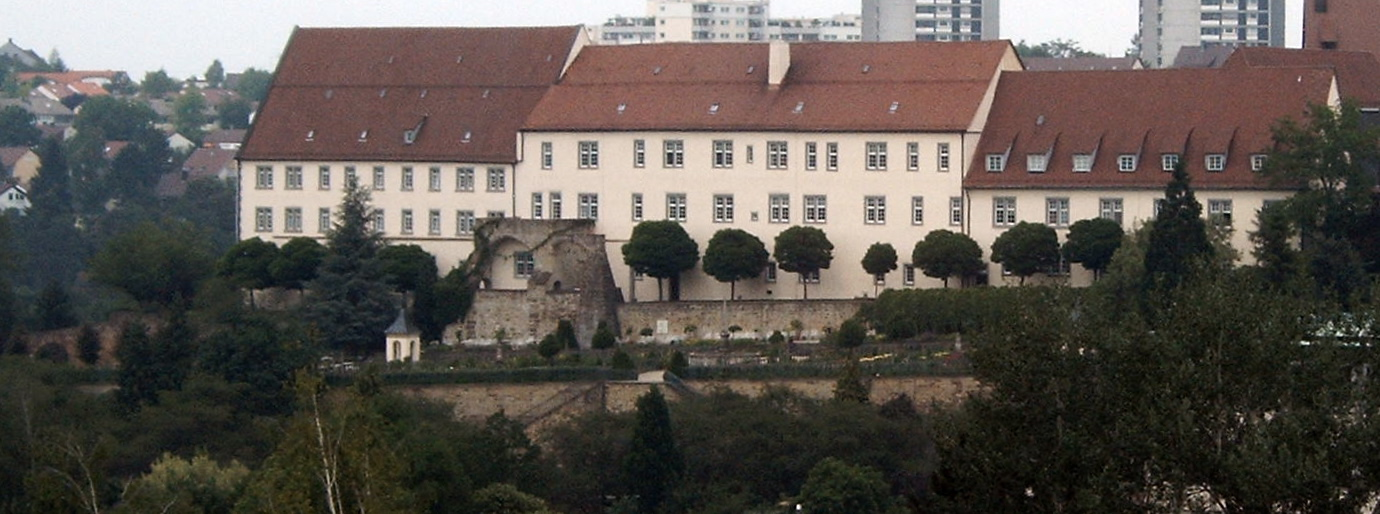
Schloss Leonberg mit Pomeranzengarten

Das heutige Stadtgebiet Leonbergs gehörte ursprünglich zu weiten Teilen den Grafen von Calw und den Grafen bzw. späteren Pfalzgrafen von Tübingen, die einen Teil der Besitzungen insbesondere als Hubengüter an die von ihnen gestifteten Klöster Hirsau und Bebenhausen abtraten. Auf der Gemarkung befanden sich die 1100 im „Hirschauer Schenkungsbuch“ erstmals urkundlich erwähnten Dörfer Eltingen und Höfingen, das im 12. Jahrhundert beurkundete Gebersheim sowie das 1273 erstmals erwähnte Warmbronn.
Um 1248/49 begann Graf Ulrich I. von Württemberg, auf dem strategisch vorteilhaften Gelände zwischen einer bestehenden Burg auf dem Engelberg und dem Glemsknie eine anfangs „Levinberch“ genannte Stadt am Westrand seines Herrschaftsbereichs aufzubauen. Am Südwestrand der Stadt, am Standort des späteren Leonberger Schlosses, ließ er zudem eine Burg errichten. Im Reichskrieg gegen Graf Eberhard I. von Württemberg unterstellte sich Leonberg vorübergehend (1312 bis 1316) der Reichsstadt Esslingen. Nachdem die Leonberger später nochmals die Seite wechselten, mussten sie 1383 Urfehde schwören, nicht mehr von Württemberg abzufallen. Von nun an war Leonberg endgültig württembergisch und wurde Sitz eines Amtes. Im Laufe des 14. Jahrhunderts erwarb Württemberg zudem sukzessive Eltingen, Warmbronn und Höfingen, die dem Amt Leonberg zugegliedert wurden.
1457 tagte in Leonberg einer der ersten urkundlich belegten württembergischen Landtage, um die Vormundschaft des unmündigen Eberhard V. zu regeln. Dieser errichtete 1467 ein Franziskanerkloster in Leonberg. 1470 lebten etwa 900 Personen in 208 Haushalten in der Stadt. 1468 wurde ein neues Rathaus gebaut – das heutige Alte Rathaus, das anfangs Bürgerhaus hieß. Im Jahr 1485 stifteten Leonberger Bürger zum Zwecke der Altersversorgung ein Spital, in dem auch Arme aufgenommen wurden. Nach der Reformation zog es in das leerstehende Kloster um. 1498 wurden beim ersten großen Stadtbrand 46 Häuser zerstört.
Beim Aufstand des „Armen Konrads“ richteten Leonberger Bürger eine „Kanzlei des Armen Konrads“ ein und drängten die lokale Ehrbarkeit in die Defensive. Der nahe Engelberg wurde zentraler Versammlungsort für viele umliegende Gemeinden. Der Zulauf war so groß, dass Herzog Ulrich Zugeständnisse machen musste, um die nach dem Tübinger Vertrag eingeforderte Huldigung zu erlangen.
Während des Exils von Herzog Ulrich (1519–1534) stand Leonberg unter österreichischer Herrschaft. Nachdem Herzog Ulrich aus dem Exil zurückgekehrt war, begann er, die Reformation durchzusetzen. Die Konfession des Landesvaters hatten alle Untertanen anzunehmen. So wurden auch die Leonberger nach mehrfachem Hin und Her schließlich komplett evangelisch. 1541 wurde in Leonberg eine Lateinschule und 1580 eine Mädchenschule eingerichtet.

### Witwensitz
Zwischen 1560 und 1565 ließ Herzog Christoph anstelle der Burg das Schloss Leonberg erbauen. 1566 erhielt der Marktbrunnen eine von Leonhard Baumhauer geschaffene Wappnerfigur. Zwischen 1570 und 1621 schuf der Leonberger Bildhauer Jeremias Schwartz für Württemberg einmalige Grabmäler der Spätrenaissance an der evangelischen Stadtkirche, sowie die älteste Leonberger Stadtansicht von 1618. Johannes Kepler, der mit seinen Eltern 1575 von Weil der Stadt nach Leonberg zog, besuchte bis 1583 Leonberger Schulen. Von 1609 bis 1614 hatte Herzogin Sybilla ihren Witwensitz im Leonberger Schloss. Sie ließ Baumeister Heinrich Schickhardt den 1980 rekonstruierten Pomeranzengarten anlegen. 1609 erbaute Schickhardt für sie das Seehaus als Jagd- und Landsitz.

### Hexenjagd
Während der Zeit der Hexenverfolgung erhob der Leonberger Vogt Lutherus Einhorn während seiner Amtszeit (1613–1629) gegen 15 Frauen Anklage wegen Hexereiverdachts und ließ acht Todesurteile gegen „überführte“ Hexen vollstrecken. Er handelte in Übereinstimmung mit der Leonberger Stadtobrigkeit und weiten Teilen der Bevölkerung. Als einer der bekanntesten württembergischen Hexenprozesse wurde 1620 der Prozess gegen Katharina Kepler, Mutter des kaiserlichen Astronomen Johannes Kepler, in Leonberg eröffnet. Der bald nach Güglingen verlegte Prozess endete im Oktober 1621 mit dem Freispruch als Ergebnis des persönlichen und finanziellen Einsatzes von Johannes Kepler sowie der Standhaftigkeit der Angeklagten.

### Vom Dreißigjährigen Krieg bis zum Ende des 19. Jahrhunderts
Während des Dreißigjährigen Krieges quartierte sich von 1634 bis 1638 General Gallas mit seinem Hofstaat im Leonberger Schloss ein. 1635 dezimierte die Pest die Bevölkerung um die Hälfte. Von 1670 bis 1673 war der Schriftsteller und Komponist Daniel Speer Lehrer an der Lateinschule. 1684 fand der erste Pferdemarkt statt, der heute noch veranstaltet wird. Im Jahr 1703 bestand die Bevölkerung aus 1076 Personen.
Ab 1786 begann die Stadt, sich ihrer spätmittelalterlichen Befestigung zu entledigen. Die Stadtgräben wurden zugeschüttet, die Tore und die Stadtmauer großteils abgerissen und neu bebaut.
Bei der Neugliederung des jungen Königreichs Württemberg am Anfang des 19. Jahrhunderts überstand das Leonberger Oberamt im Gegensatz zum benachbarten Markgröninger Oberamt die Verwaltungsreform und blieb bis 1938 bestehen. 1869 wurde die Stadt durch die Württembergische Schwarzwaldbahn an das Netz der Königlich Württembergischen Staats-Eisenbahnen angeschlossen.
1846 wurde die Hunderasse Leonberger aus Bernhardiner, Neufundländer und Pyrenäenberghund gezüchtet.

### 20. Jahrhundert

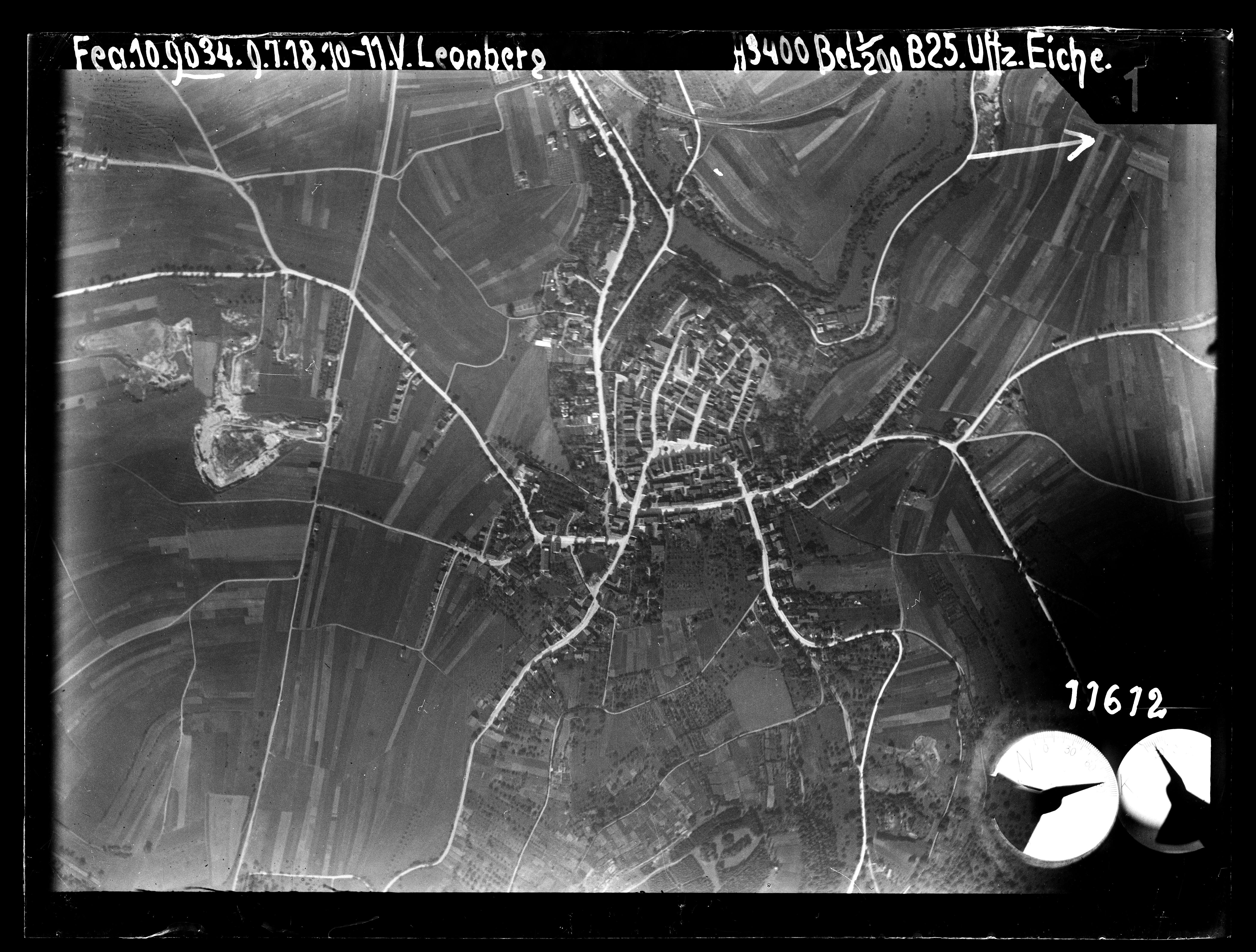
Luftbild von Leonberg, Juli 1918

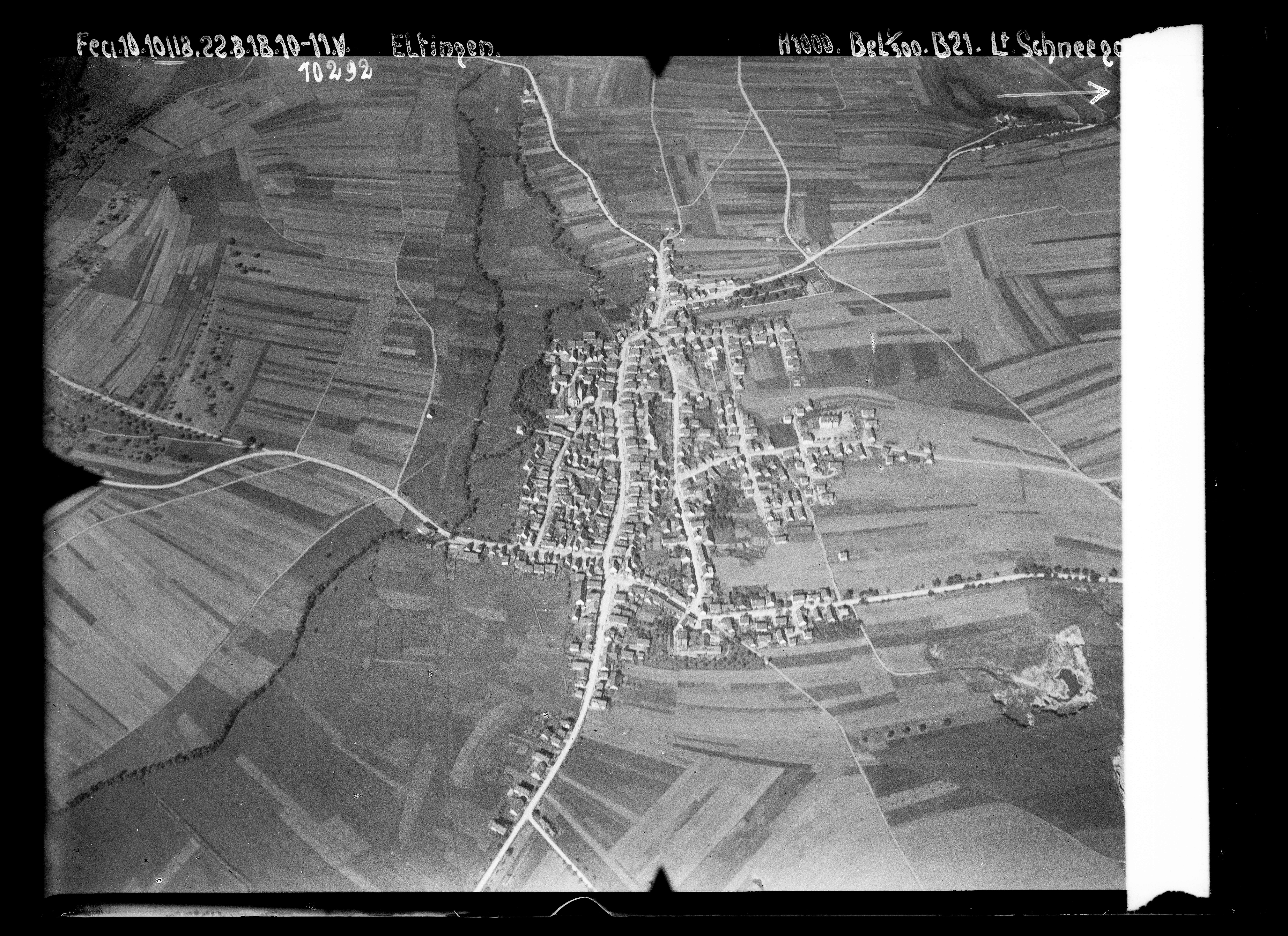
Luftbild von Eltingen, August 1918

Nach der Machtergreifung der Nationalsozialisten 1933 kam es immer häufiger zu teilweise blutigen Straßenschlachten zwischen zumeist Leonberger SA-Leuten, die in Eltingen auf KPD-Anhänger losgingen. 1938 wurde die kleinbäuerlich-proletarisch geprägte KPD-Hochburg Eltingen schließlich in das eher bürgerliche Leonberg eingemeindet.
Bei der Kreisreform während der NS-Zeit in Württemberg entstand im selben Jahr der im Vergleich zum Oberamt vergrößerte Landkreis Leonberg. Zudem wurde 1938 der Engelbergtunnel als zweiter Autobahntunnel Deutschlands gebaut. In den Röhren des Engelbergtunnels wurden während des Zweiten Weltkrieges Flugzeugteile von bis zu 3.500 KZ-Häftlingen produziert, die im Außenlager Leonberg des elsässischen KZ Natzweiler-Struthof interniert waren. Am Südende der inzwischen stillgelegten Röhren befindet sich heute eine KZ-Gedenkstätte. Hier steht eine am 8. Mai 2005 eingeweihte und vom Tübinger Künstler Johannes Kares entworfene Namenswand.
1945 fiel Leonberg in die Amerikanische Besatzungszone und gehörte somit zum neu gegründeten Land Württemberg-Baden, das 1952 im jetzigen Bundesland Baden-Württemberg aufging. Die Einwohnerzahl der Stadt Leonberg überschritt 1961 die Grenze von 20.000. Daraufhin stellte die Stadtverwaltung den Antrag auf Erhebung zur Großen Kreisstadt, was die baden-württembergische Landesregierung dann mit Wirkung vom 1. Oktober 1963 beschloss. Bei der Kreisreform 1973 wurde der Landkreis Leonberg aufgelöst. Der südliche Teil und mit ihm die Stadt Leonberg kamen zum Landkreis Böblingen, nördliche Teile des Kreises wurden dem Enzkreis und dem Landkreis Ludwigsburg zugeordnet. Mit der Eingliederung der drei Nachbargemeinden Gebersheim, Höfingen und Warmbronn am 1. Januar 1975 erreichte das Stadtgebiet seine heutige Ausdehnung.
Die Bammesberger Maschinenfabrik bestand zwischen 1921 und 1975.

### Eingemeindungen
- 1. Oktober 1938: Eltingen[10]
- 1. Januar 1975: Gebersheim, Höfingen, Warmbronn[11]

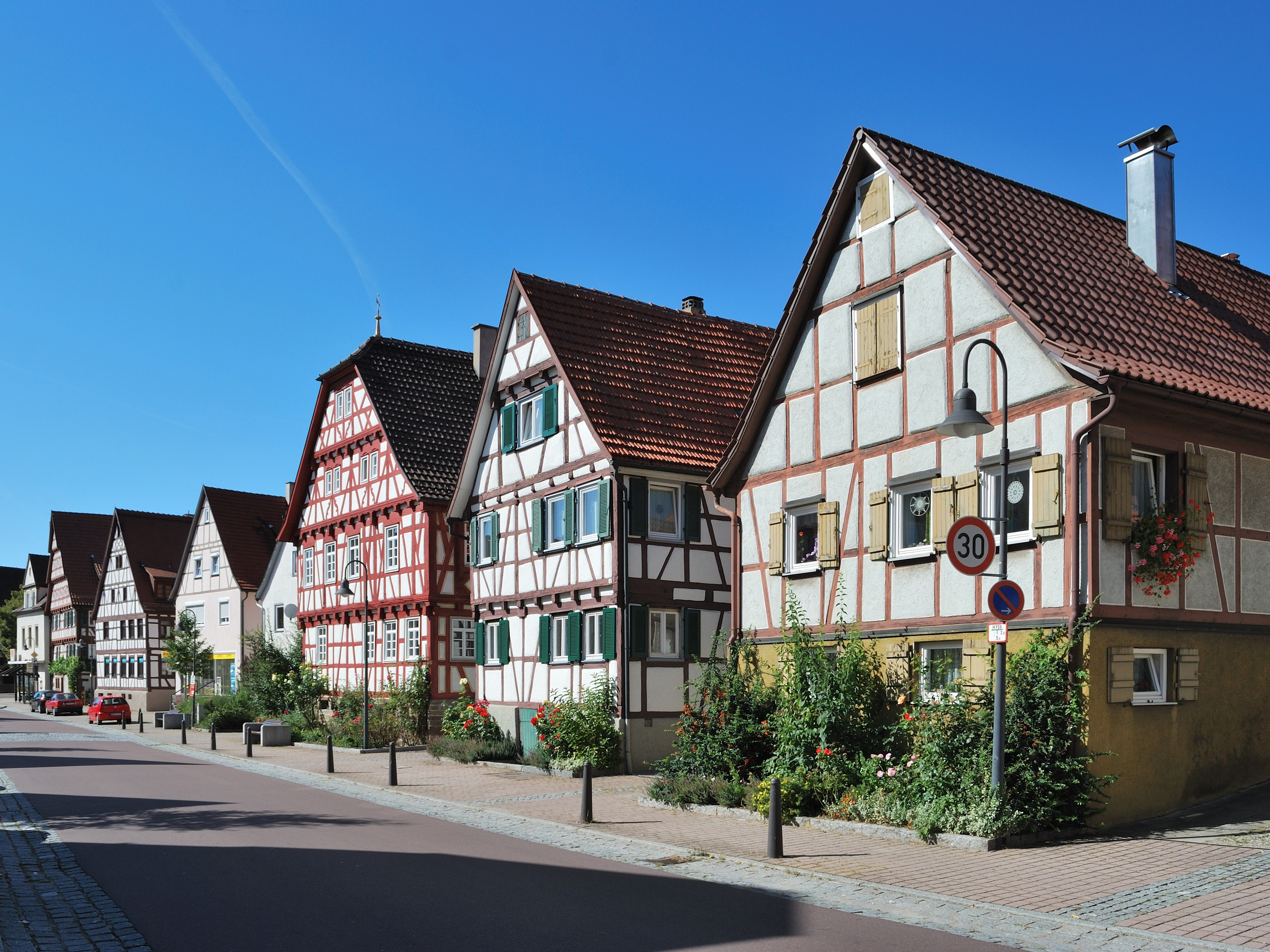
Fachwerkhäuser in der Carl-Schmincke-Straße in Eltingen
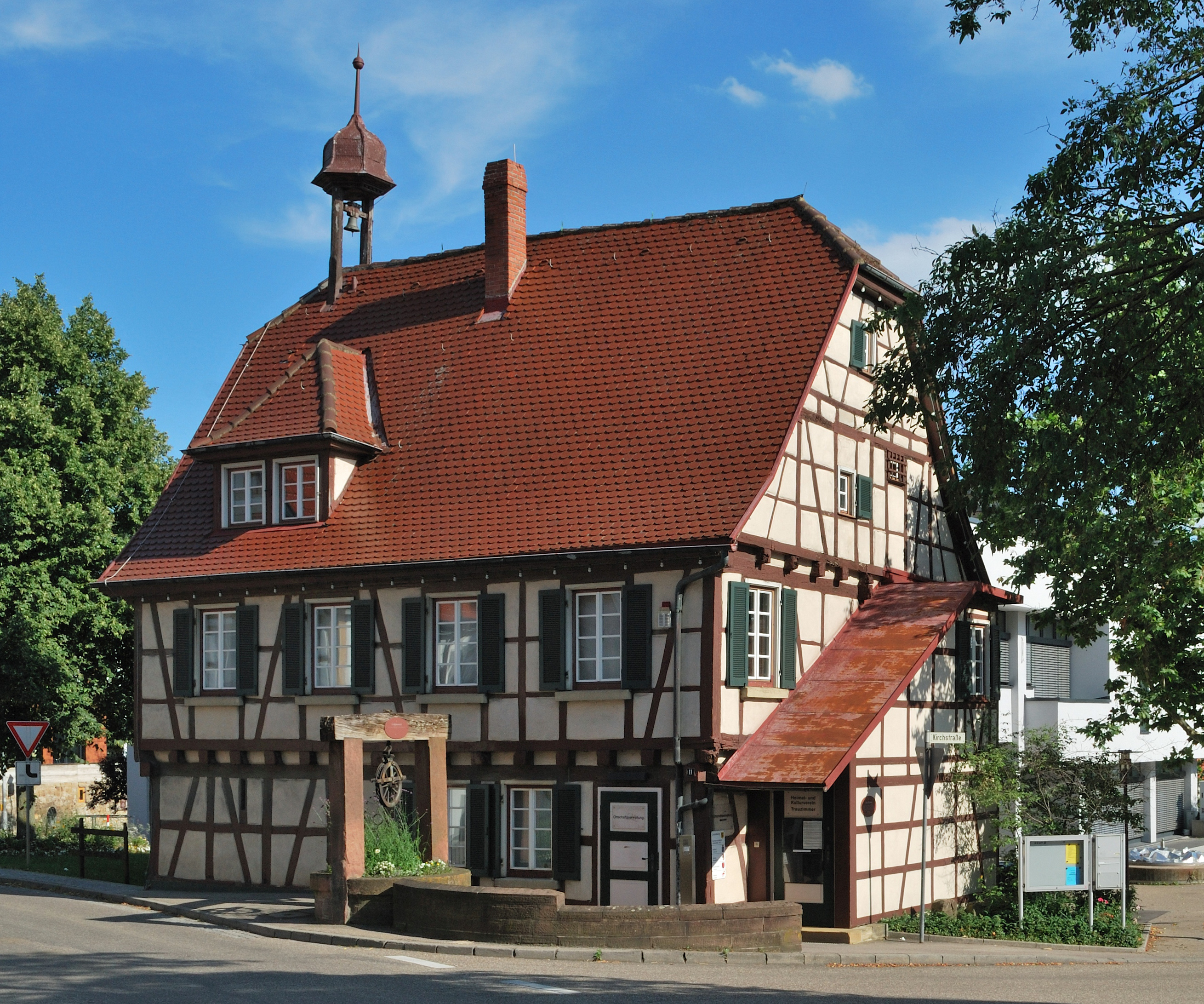
Altes Rathaus in Höfingen
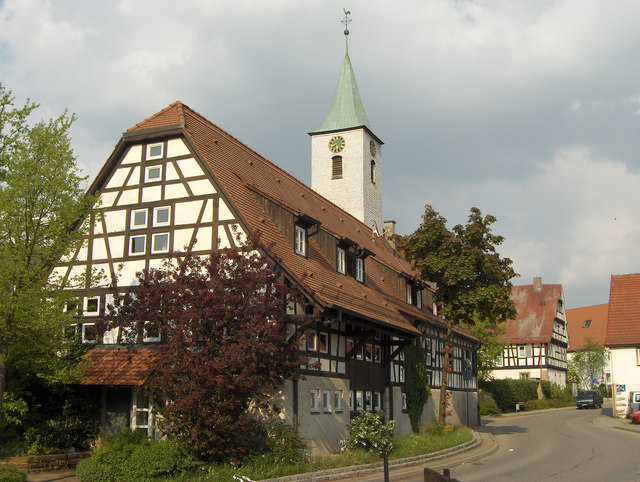
„Krone“, Kirchturm und Pfarrhaus in Warmbronn

### Einwohnerentwicklung
Die Einwohnerzahlen sind Schätzungen, Volkszählungsergebnisse (¹) oder amtliche Fortschreibungen der jeweiligen Statistischen Ämter (nur Hauptwohnsitze).

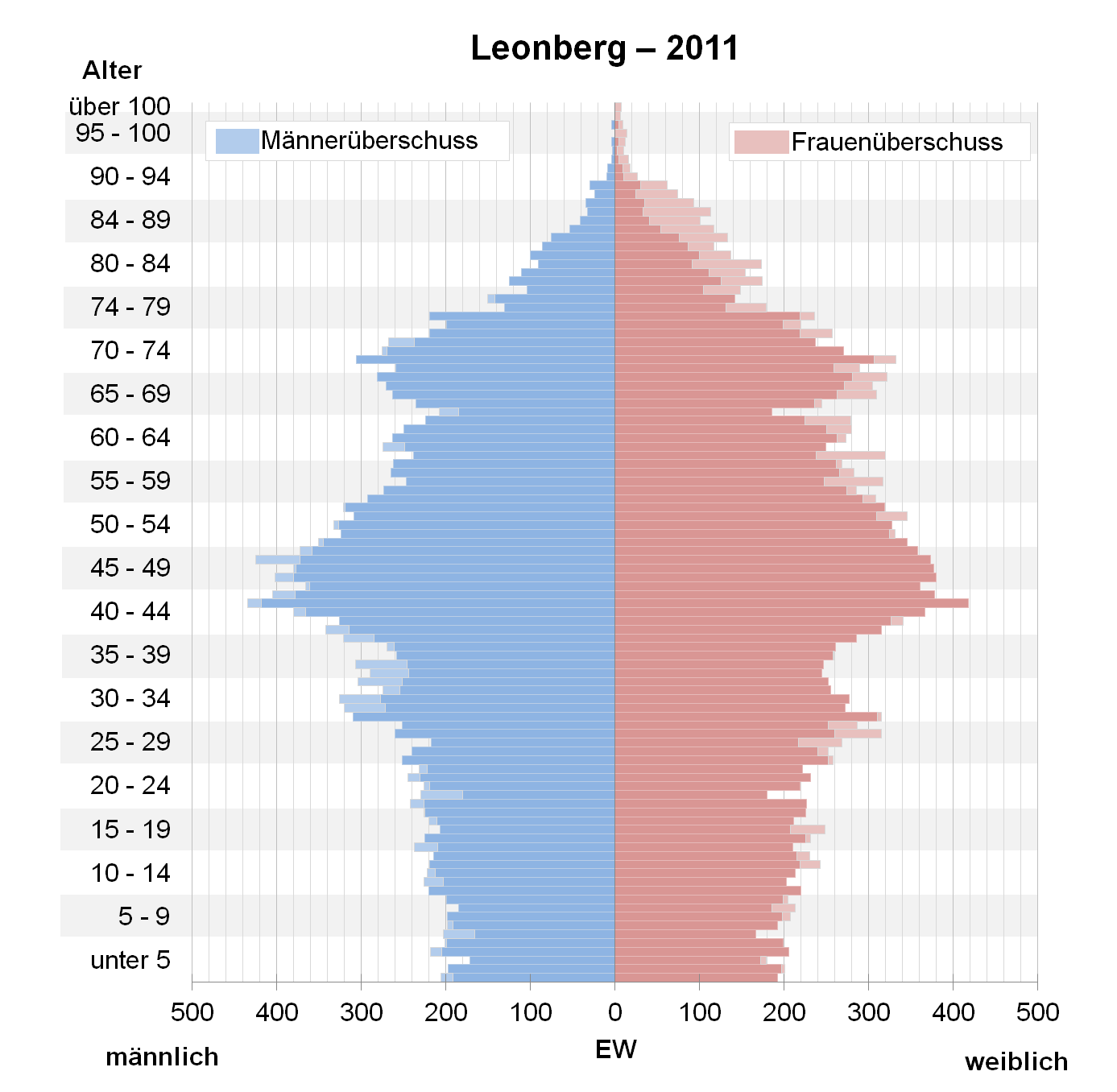
Bevölkerungspyramide für Leonberg (Datenquelle: Zensus 2011)

| Jahr               | Einwohnerzahlen |
| ------------------ | --------------- |
| 1470               | 900             |
| 1630               | 1.250           |
| 1640               | 630             |
| 1703               | 1.076           |
| 1803               | 1.611           |
| 1843               | 2.195           |
| 1861               | 2.167           |
| 1. Dezember 1871   | 2.061           |
| 1. Dezember 1880 ¹ | 2.226           |
| 1. Dezember 1890 ¹ | 2.472           |
| 1. Dezember 1900 ¹ | 2.524           |
| 1. Dezember 1910 ¹ | 2.923           |
| 16. Juni 1925 ¹    | 3.200           |
| 16. Juni 1933 ¹    | 3.698           |
| 17. Mai 1939 ¹     | 8.335           |
| 1946               | 10.329          |

| Jahr                 | Einwohnerzahlen |
| -------------------- | --------------- |
| 13. September 1950 ¹ | 12.430          |
| 6. Juni 1961 ¹       | 20.330          |
| 27. Mai 1970 ¹       | 24.995          |
| 31. Dezember 1975    | 35.731          |
| 31. Dezember 1980    | 38.927          |
| 27. Mai 1987 ¹       | 40.303          |
| 31. Dezember 1990    | 42.654          |
| 31. Dezember 1995    | 43.748          |
| 31. Dezember 2000    | 44.354          |
| 31. Dezember 2005    | 45.624          |
| 31. Dezember 2010    | 45.098          |
| 31. Dezember 2011 ²  | 44.749          |
| 31. Dezember 2015    | 47.219          |
| 31. Dezember 2020    | 48.753          |
| 31. Dezember 2023    | 49.618          |

¹ Volkszählungsergebnis

²  nach Zensus 2011

## Religionen

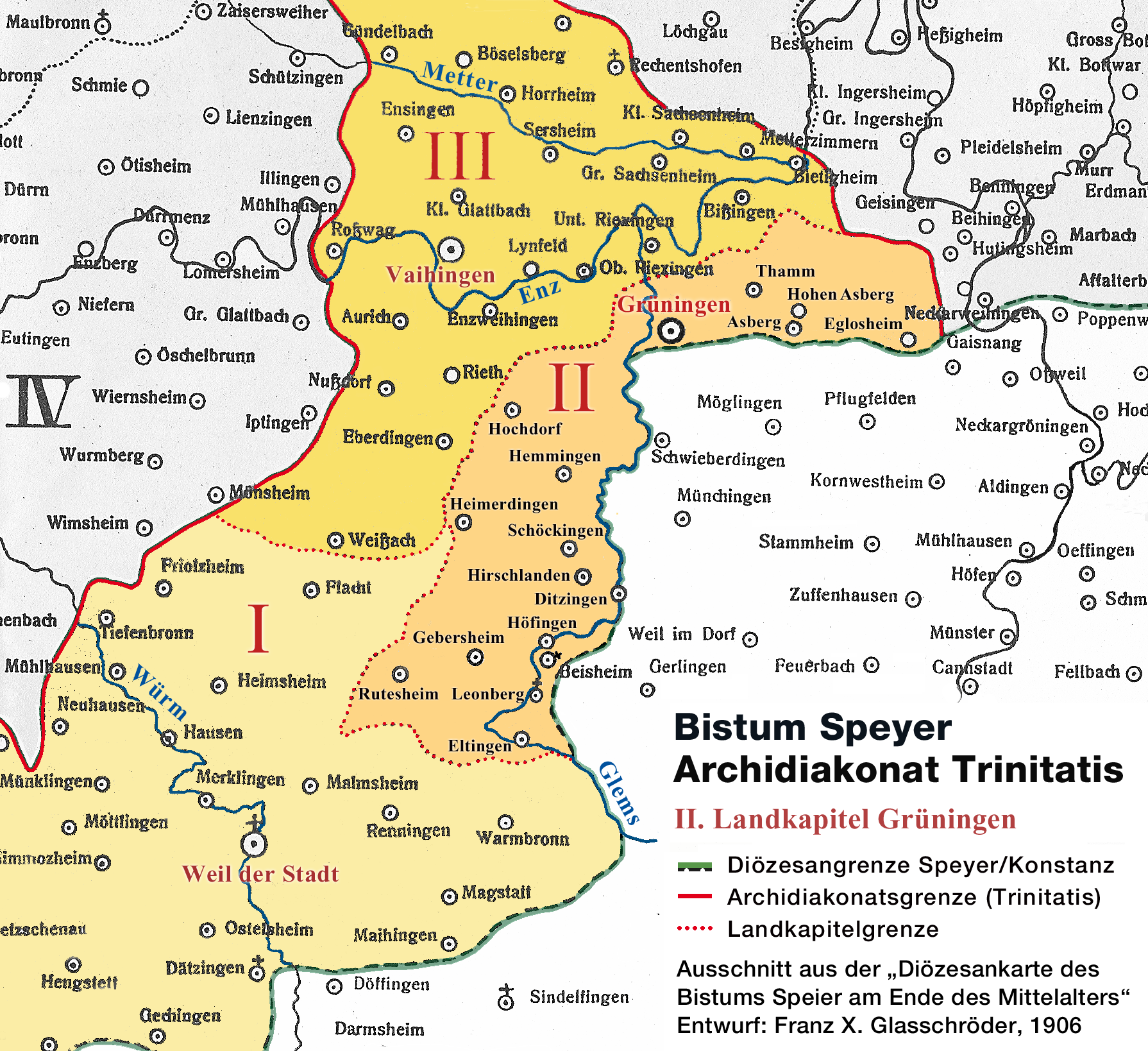
Landkapitel Grüningen um 1500

Die Bevölkerung von Leonberg gehörte ursprünglich zum Bistum Speyer und war dem Landkapitel Grüningen im Archidiakonat Trinitatis zugeteilt (siehe Karte).

### Evangelische Kirche
Da die Stadt von Anfang an württembergisch war, hat Herzog Ulrich nach seiner Rückkehr aus dem Exil (1534) auch hier die Reformation durchgesetzt. Daher war Leonberg über mehrere Jahrhunderte hinweg eine überwiegend protestantische Stadt. 1552 wurde die Stadt Sitz eines Dekanats (siehe Kirchenbezirk Leonberg), dessen Dekanatskirche die Stadtkirche ist.
Die evangelische Kirchengemeinde Leonberg wuchs nach dem Zweiten Weltkrieg infolge Zuzugs stark an und wurde daher geteilt. So entstand die Blosenbergkirchengemeinde (Kirche von 1966). Bereits 1959 wurde in der Gartenstadt ein Gemeindehaus für die dortige Bevölkerung gebaut, das bis zum Jahr 2019 genutzt wurde. Die Kirchengemeinde im Stadtteil Eltingen besteht ebenfalls bereits seit der Reformation. Von dieser Gemeinde wurde in den 1960er Jahren die Kirchengemeinde Ramtel (Versöhnungskirche, erbaut 1965) abgetrennt. Im Jahr 2016 schlossen sich die Gemeinden Stadtkirche/Gartenstadt, Blosenberg und Ramtel zur Kirchengemeinde Leonberg-Nord zusammen. Auch in den Stadtteilen Gebersheim, Höfingen und Warmbronn wurde infolge der frühen Zugehörigkeit zu Württemberg die Reformation eingeführt. Die Gemeinden Gebersheim und Höfingen fusionierten 2019 zur Kirchengemeinde Gebersheim-Höfingen. Die Gemeinden Leonberg-Nord und Eltingen bilden zusammen die Evangelische Gesamtkirchengemeinde Leonberg, Warmbronn ist 2020 beigetreten. Alle Gemeinden gehören zum Dekanat Leonberg innerhalb der Evangelischen Landeskirche in Württemberg.

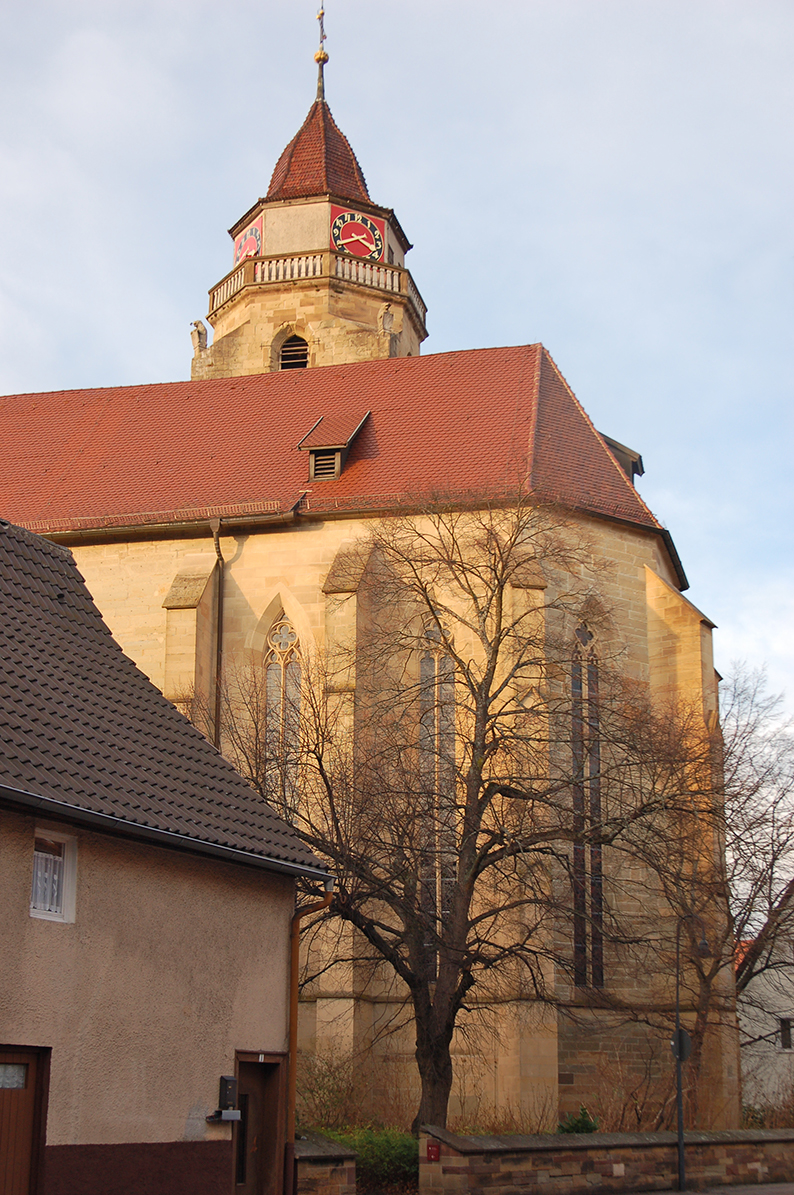
Stadtkirche in Leonberg
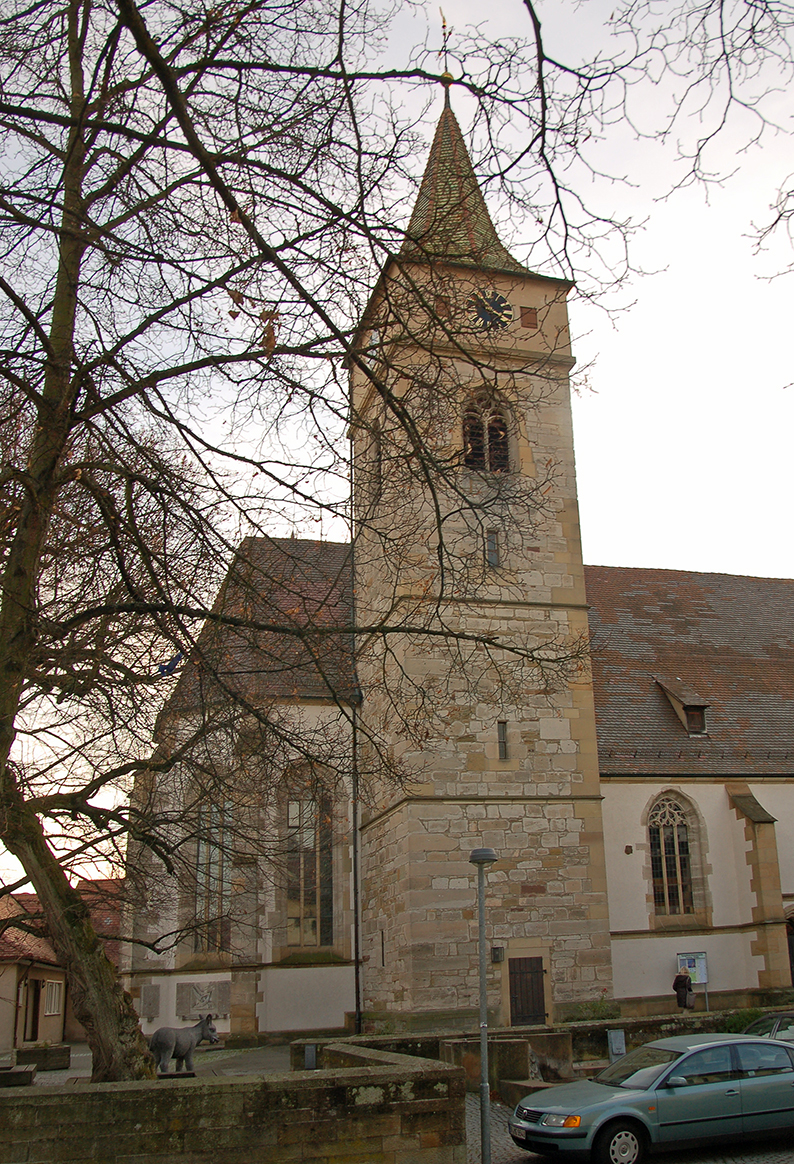
Michaelskirche in Eltingen
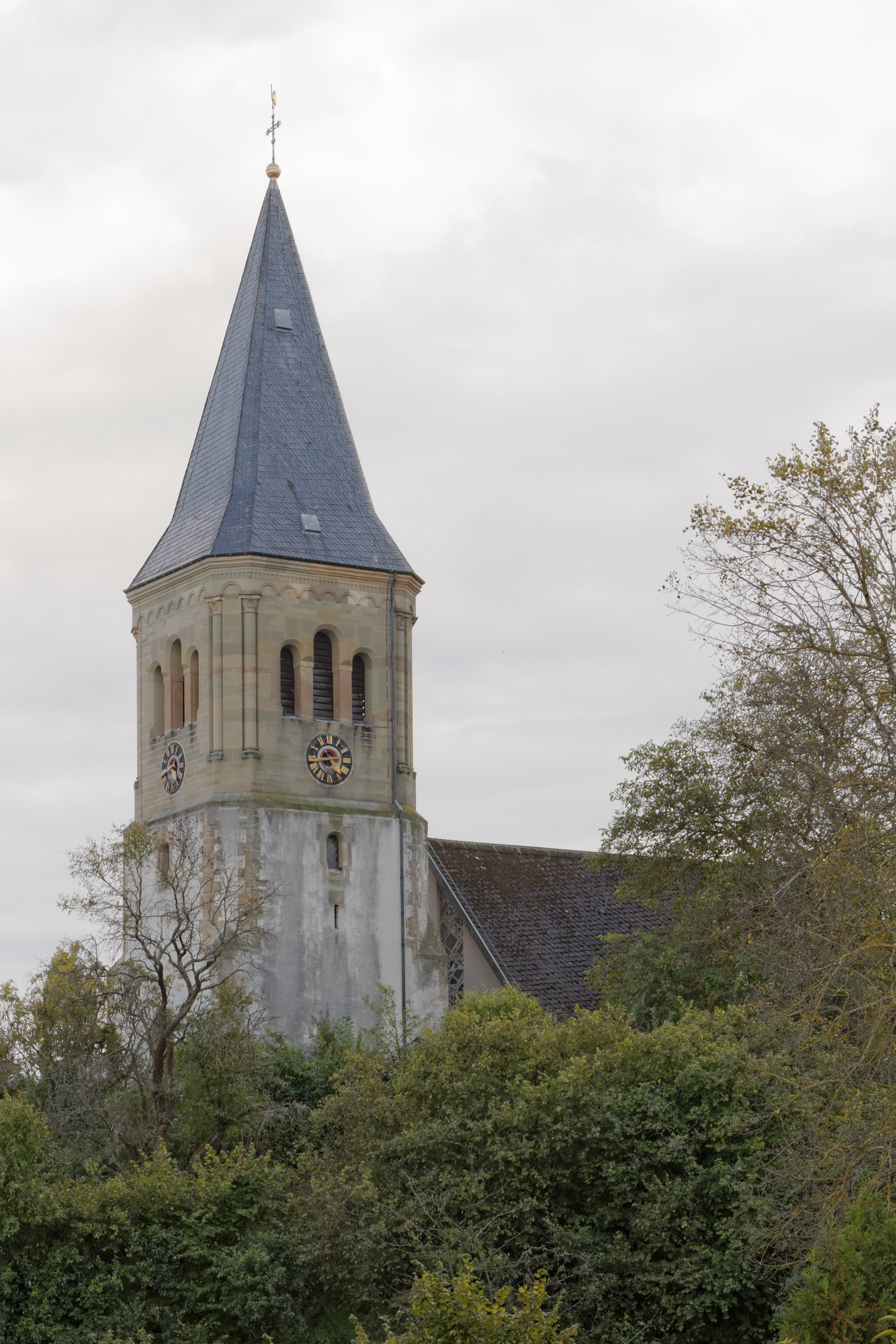
Auferstehungskirche in Gebersheim
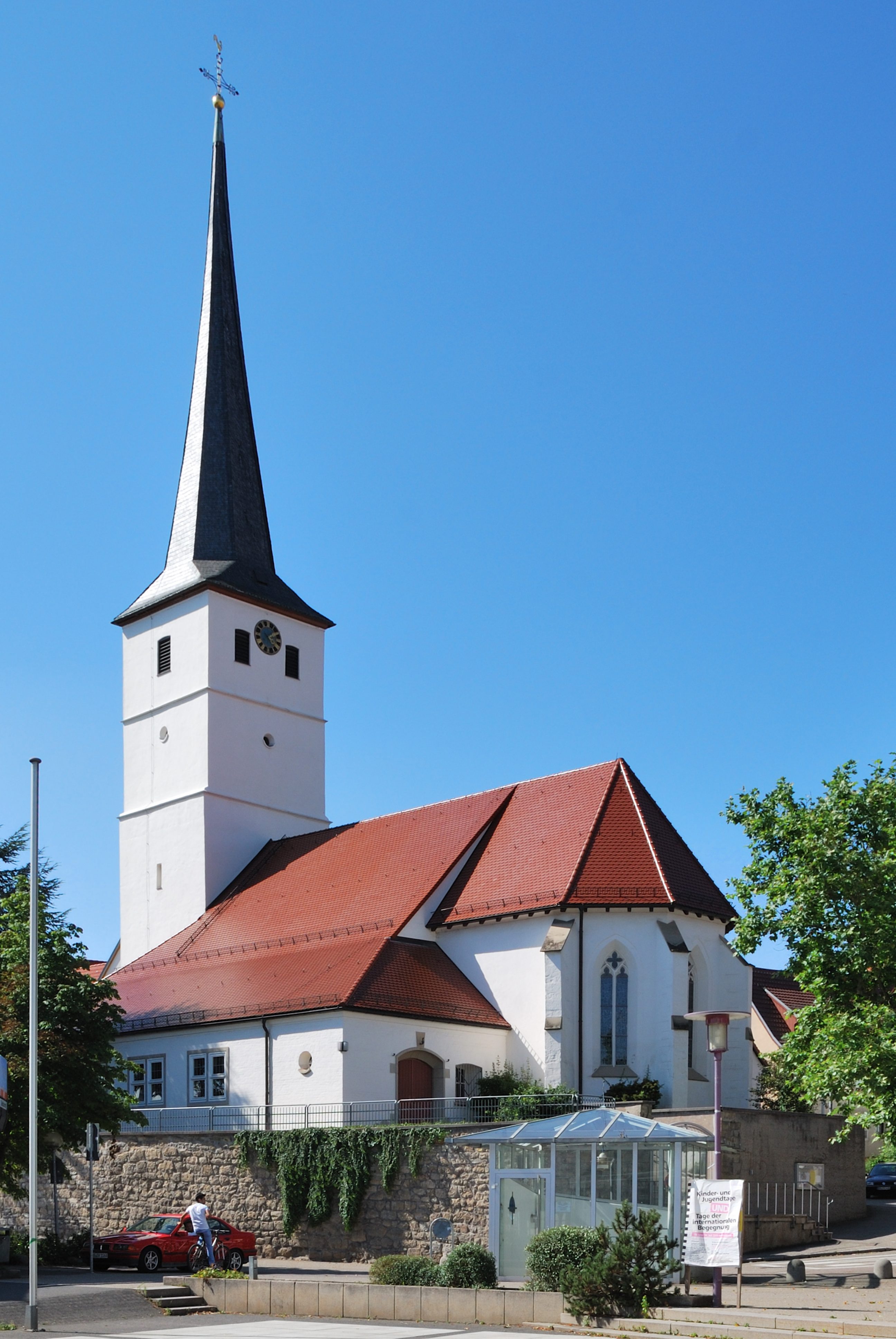
Laurentiuskirche in Höfingen

### Katholische Kirche

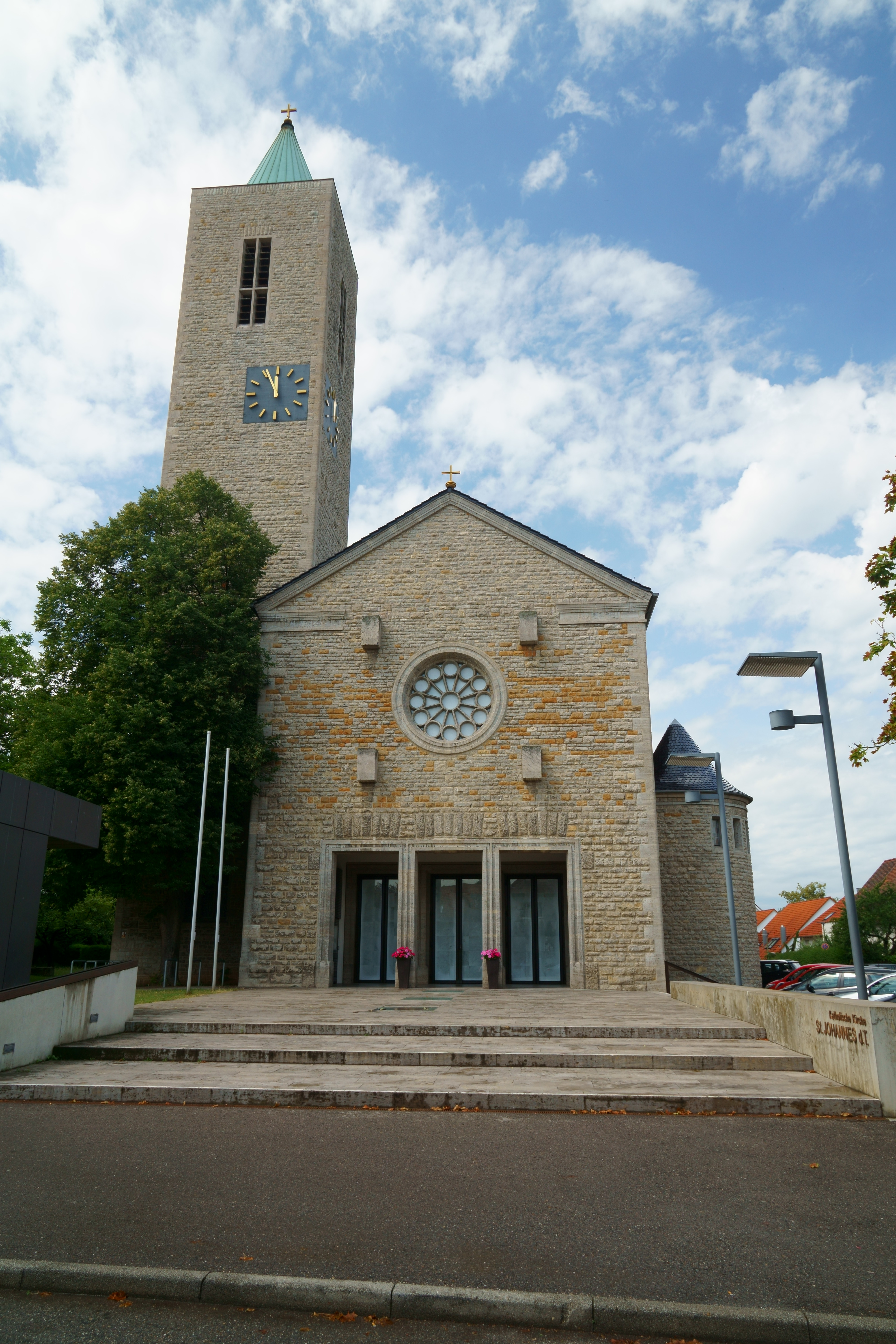
St. Johannes der Täufer

Katholiken gibt es in Leonberg erst wieder seit dem späten 19. Jahrhundert. Für sie wurde 1946 eine eigene Pfarrei errichtet und 1948–1951 eine eigene Kirche, St. Johannes der Täufer, gebaut. Zur Kirchengemeinde gehört auch der Stadtteil Warmbronn, wo es jedoch eine eigene Kirche St. Franziskus gibt. Im Stadtteil Höfingen wurde 1966 die Kirche St. Michael erbaut und 1967 zur Pfarrei erhoben. Diese betreut auch die Katholiken aus Gebersheim. Beide Kirchengemeinden bilden die Seelsorgeeinheit 6 im Dekanat Böblingen der Diözese Rottenburg-Stuttgart. Mit Stand 31. Dezember 2022 waren von den 49.429 Einwohnern 17 % (8.416) katholisch.

### Sonstige christliche Konfessionen
Neben den beiden großen Kirchen gibt es in Leonberg auch Freikirchen und freie Gemeinden, darunter die Evangelisch-methodistische Kirche (Pauluskirche), die Adventgemeinde, die BMG Leonberg und die Immanuel-Gemeinde Leonberg e. V. Auch die Neuapostolische Kirche ist in Leonberg vertreten sowie die Zeugen Jehovas. Die griechisch-orthodoxe Gemeinde benutzt die Michaelskirche in Eltingen für ihre religiose Aktivitaten.

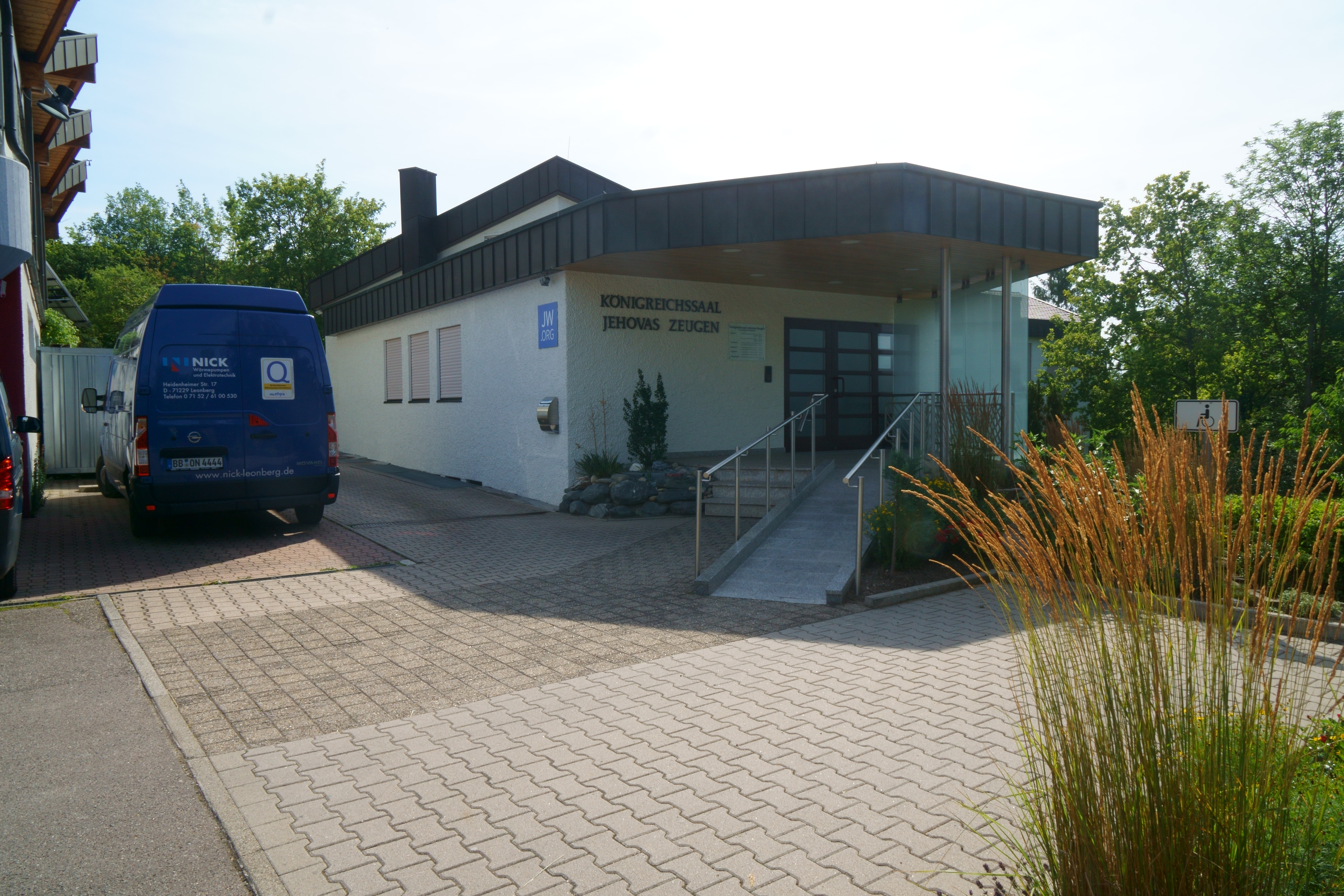
Königreichssaal Leonberg
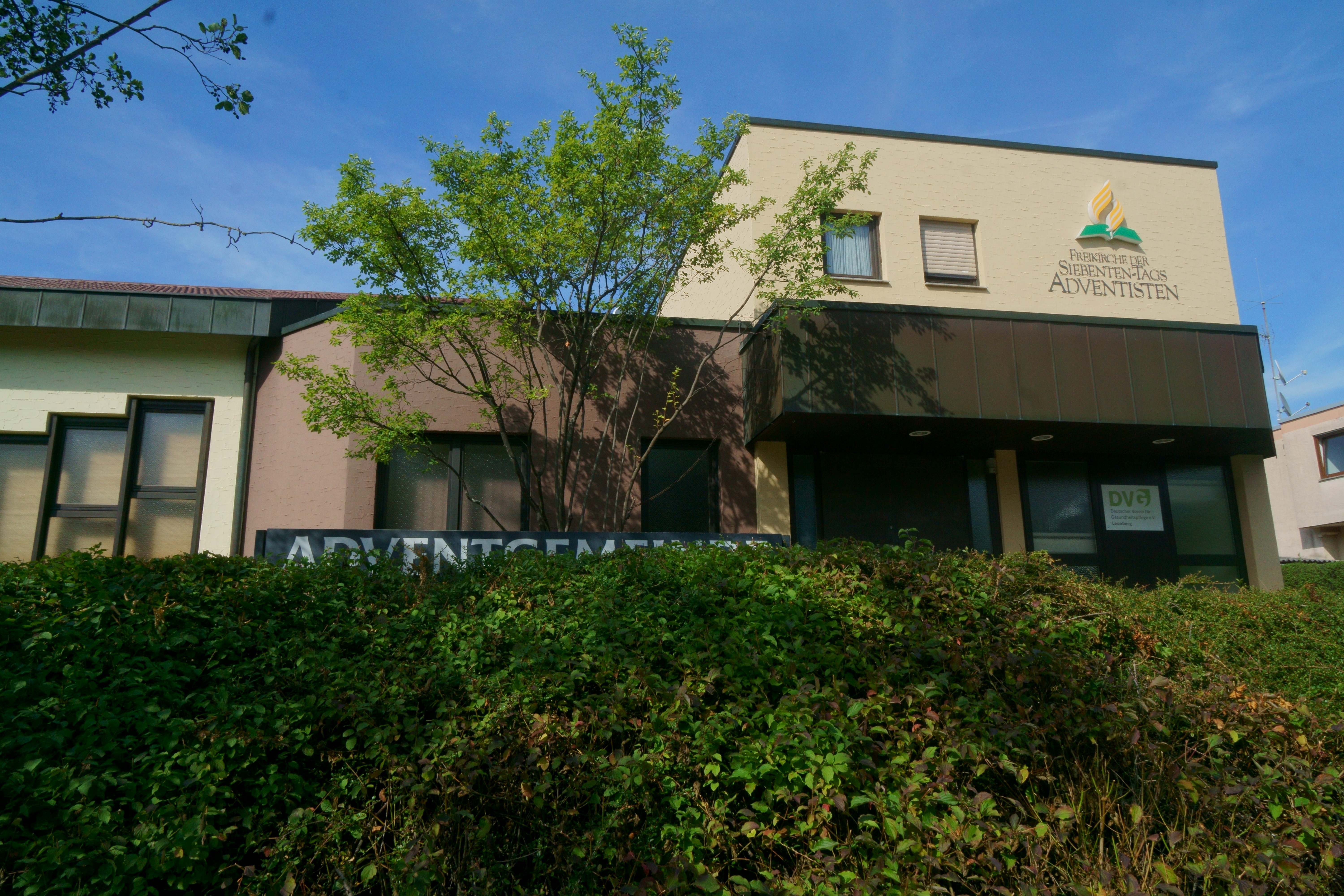
Adventistische Freikirche
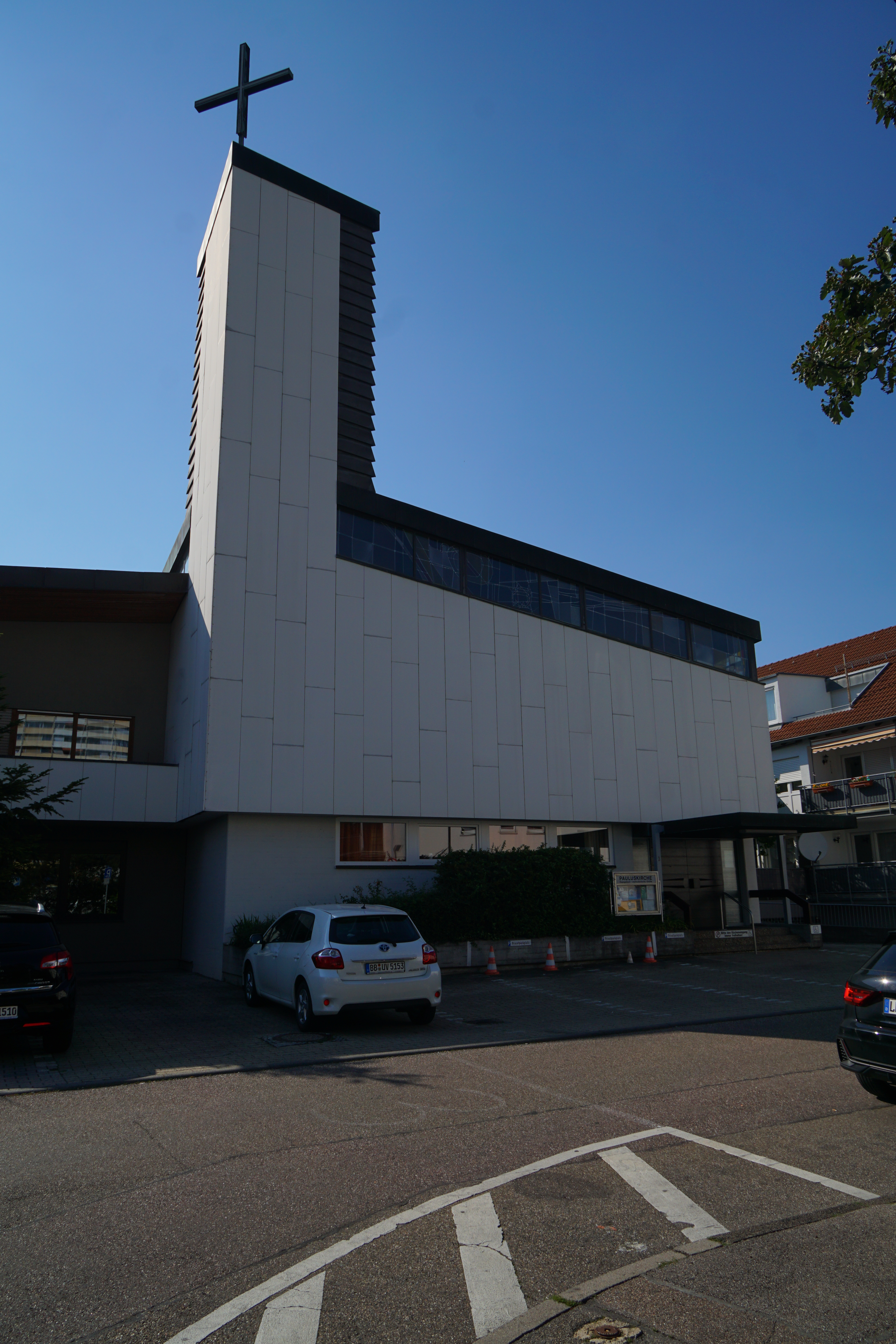
Pauluskirche

### Muslimische Gemeinde
In der Berliner Straße befindet sich eine Moschee der DİTİB mit 48 Gebetsplätzen.

## Politik

### Gemeinderat
Der Gemeinderat in Leonberg besteht aus den 32 gewählten ehrenamtlichen Gemeinderäten und dem ebenfalls stimmberechtigten Oberbürgermeister als Vorsitzendem. Die Kommunalwahl findet alle fünf Jahre gleichzeitig mit der Wahl des Europäischen Parlaments statt. Die Kommunalwahl am 9. Juni 2024 führte zu folgendem Endergebnis.
| Parteien und Wählergemeinschaften | Parteien und Wählergemeinschaften           | % 2024  | Sitze 2024 | % 2019 | Sitze 2019 | Kommunalwahl in Leonberg 2024 %3020100 20,0021,1622,4812,978,158,86n. k.6,38 GrüneFWCDUSPDFDPS:ALZLinkeAfDGewinne und Verlusteim Vergleich zu 2019 %p 8 6 4 2 0 −2 −4 −6−4,20−1,94+2,88−1,23−1,55+1,66−2,0+6,38GrüneFWCDUSPDFDPS:ALZLinkeAfD |
| Grüne                             | Bündnis 90/Die Grünen                       | 20,00   | 6          | 24,2   | 8          | Kommunalwahl in Leonberg 2024 %3020100 20,0021,1622,4812,978,158,86n. k.6,38 GrüneFWCDUSPDFDPS:ALZLinkeAfDGewinne und Verlusteim Vergleich zu 2019 %p 8 6 4 2 0 −2 −4 −6−4,20−1,94+2,88−1,23−1,55+1,66−2,0+6,38GrüneFWCDUSPDFDPS:ALZLinkeAfD |
| FW                                | Freie Wähler Leonberg e. V.                 | 21,16   | 7          | 23,1   | 7          | Kommunalwahl in Leonberg 2024 %3020100 20,0021,1622,4812,978,158,86n. k.6,38 GrüneFWCDUSPDFDPS:ALZLinkeAfDGewinne und Verlusteim Vergleich zu 2019 %p 8 6 4 2 0 −2 −4 −6−4,20−1,94+2,88−1,23−1,55+1,66−2,0+6,38GrüneFWCDUSPDFDPS:ALZLinkeAfD |
| CDU                               | Christlich Demokratische Union Deutschlands | 22,48   | 7          | 19,6   | 6          | Kommunalwahl in Leonberg 2024 %3020100 20,0021,1622,4812,978,158,86n. k.6,38 GrüneFWCDUSPDFDPS:ALZLinkeAfDGewinne und Verlusteim Vergleich zu 2019 %p 8 6 4 2 0 −2 −4 −6−4,20−1,94+2,88−1,23−1,55+1,66−2,0+6,38GrüneFWCDUSPDFDPS:ALZLinkeAfD |
| SPD                               | Sozialdemokratische Partei Deutschlands     | 12,97   | 4          | 14,2   | 5          | Kommunalwahl in Leonberg 2024 %3020100 20,0021,1622,4812,978,158,86n. k.6,38 GrüneFWCDUSPDFDPS:ALZLinkeAfDGewinne und Verlusteim Vergleich zu 2019 %p 8 6 4 2 0 −2 −4 −6−4,20−1,94+2,88−1,23−1,55+1,66−2,0+6,38GrüneFWCDUSPDFDPS:ALZLinkeAfD |
| FDP                               | Freie Demokratische Partei                  | 8,15    | 3          | 9,7    | 3          | Kommunalwahl in Leonberg 2024 %3020100 20,0021,1622,4812,978,158,86n. k.6,38 GrüneFWCDUSPDFDPS:ALZLinkeAfDGewinne und Verlusteim Vergleich zu 2019 %p 8 6 4 2 0 −2 −4 −6−4,20−1,94+2,88−1,23−1,55+1,66−2,0+6,38GrüneFWCDUSPDFDPS:ALZLinkeAfD |
| S:ALZ                             | Stadt: Arbeit, Leben, Zukunft               | 8,86    | 3          | 7,2    | 2          | Kommunalwahl in Leonberg 2024 %3020100 20,0021,1622,4812,978,158,86n. k.6,38 GrüneFWCDUSPDFDPS:ALZLinkeAfDGewinne und Verlusteim Vergleich zu 2019 %p 8 6 4 2 0 −2 −4 −6−4,20−1,94+2,88−1,23−1,55+1,66−2,0+6,38GrüneFWCDUSPDFDPS:ALZLinkeAfD |
| Linke                             | Die Linke                                   | –       | –          | 2,0    | 1          | Kommunalwahl in Leonberg 2024 %3020100 20,0021,1622,4812,978,158,86n. k.6,38 GrüneFWCDUSPDFDPS:ALZLinkeAfDGewinne und Verlusteim Vergleich zu 2019 %p 8 6 4 2 0 −2 −4 −6−4,20−1,94+2,88−1,23−1,55+1,66−2,0+6,38GrüneFWCDUSPDFDPS:ALZLinkeAfD |
| AfD                               | Alternative für Deutschland                 | 6,38    | 2          | –      | –          | Kommunalwahl in Leonberg 2024 %3020100 20,0021,1622,4812,978,158,86n. k.6,38 GrüneFWCDUSPDFDPS:ALZLinkeAfDGewinne und Verlusteim Vergleich zu 2019 %p 8 6 4 2 0 −2 −4 −6−4,20−1,94+2,88−1,23−1,55+1,66−2,0+6,38GrüneFWCDUSPDFDPS:ALZLinkeAfD |
| Gesamt                            | Gesamt                                      | 100     | 32         | 100    | 32         | Kommunalwahl in Leonberg 2024 %3020100 20,0021,1622,4812,978,158,86n. k.6,38 GrüneFWCDUSPDFDPS:ALZLinkeAfDGewinne und Verlusteim Vergleich zu 2019 %p 8 6 4 2 0 −2 −4 −6−4,20−1,94+2,88−1,23−1,55+1,66−2,0+6,38GrüneFWCDUSPDFDPS:ALZLinkeAfD |
| Wahlbeteiligung                   | Wahlbeteiligung                             | 57,55 % | 57,55 %    | 57,2 % | 57,2 %     | Kommunalwahl in Leonberg 2024 %3020100 20,0021,1622,4812,978,158,86n. k.6,38 GrüneFWCDUSPDFDPS:ALZLinkeAfDGewinne und Verlusteim Vergleich zu 2019 %p 8 6 4 2 0 −2 −4 −6−4,20−1,94+2,88−1,23−1,55+1,66−2,0+6,38GrüneFWCDUSPDFDPS:ALZLinkeAfD |

### Bürgermeister

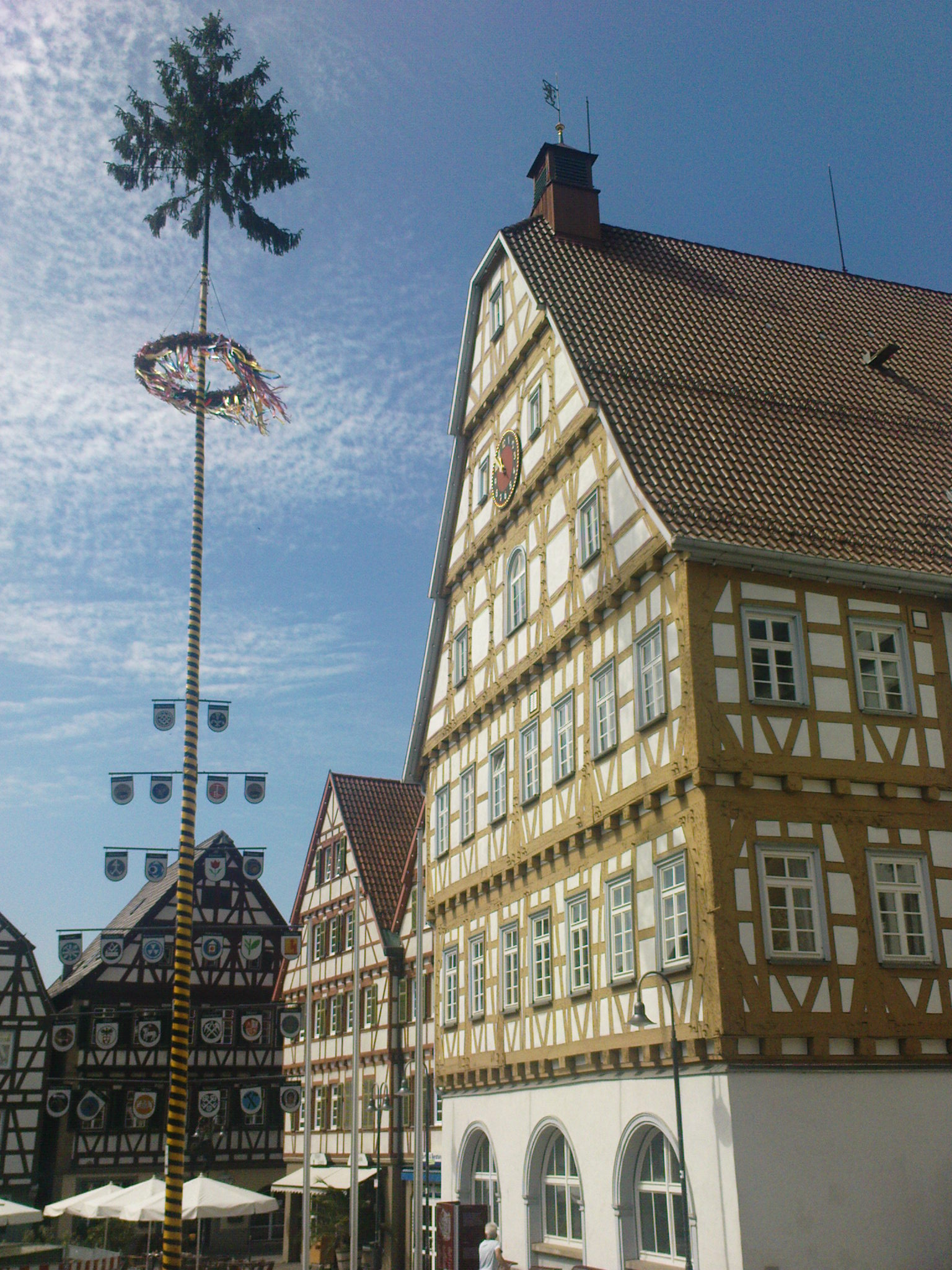
Altes Rathaus am Marktplatz

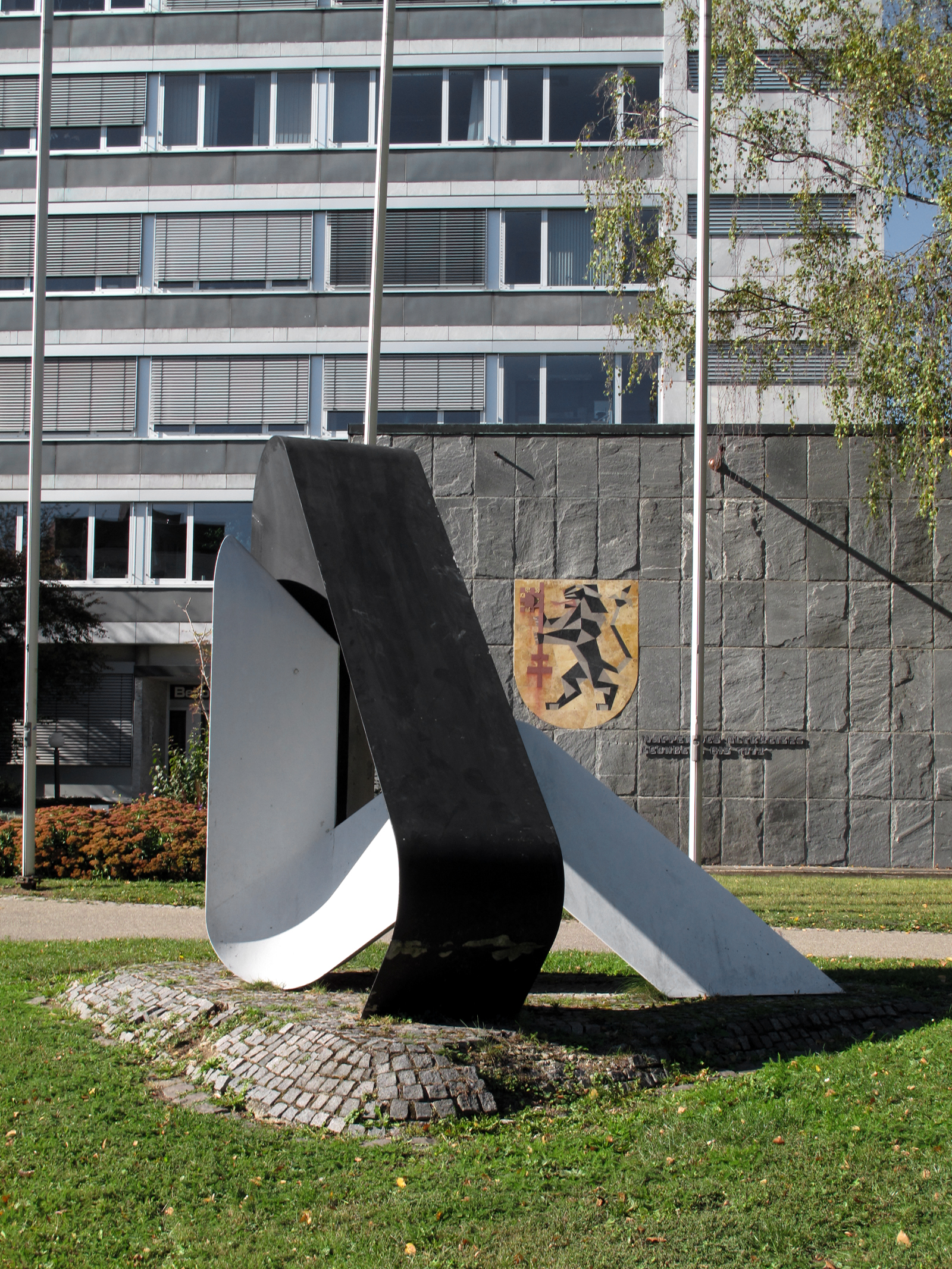
Kuhnert-Plastik und ehemaliges Landkreiswappen am ehemaligen Neuen Rathaus

An der Spitze der Stadt Leonberg wird seit 1304 ein vom Landesherrn ernannter Schultheiß erwähnt. Ab 1425 trat an dessen Stelle der Vogt, der zugleich das gesamte Amt Leonberg verwaltete. Ab 1535 gab es einen Obervogt und einen Untervogt. Beide wählten den Richter. Einen Rat gibt es seit 1312. Um 1523 hatte er acht Mitglieder.
Daneben gab es seit dem 15. Jahrhundert zwei Bürgermeister, seit 1582 drei. 1596/97 waren Claus Koch, Michael Beck und Jacob Mochel Rechnung führende Bürgermeister.
Ab 1759 stand ein Oberamtmann an der Spitze von Stadt und Amt, das von nun an Oberamt war.
1819 wurden die beiden Bereiche voneinander getrennt, Stadtoberhaupt war nun der gewählte „Stadtschultheiß“, seit 1930 Bürgermeister und mit der Erhebung zur Großen Kreisstadt am 1. Oktober 1963 lautet die Amtsbezeichnung Oberbürgermeister. Dieser wird von den Wahlberechtigten auf acht Jahre direkt gewählt. Er ist Vorsitzender des Gemeinderats. Seine Stellvertreter sind der Erste Beigeordnete mit der Amtsbezeichnung „Erster Bürgermeister“ und ein weiterer hauptamtlicher Beigeordneter mit der Amtsbezeichnung „Bürgermeister“.
Seit 2017 ist Martin Cohn Oberbürgermeister von Leonberg.

### Jugendpolitik
Seit dem ersten Jugendforum 2016 existiert in Leonberg das Jugendbeteiligungskonzept „Mach mit hoch 3“. Auf diesem Weg können Jugendliche aus Leonberg und Umgebung ihre Interessen an die Stadtverwaltung weitergeben und sollen so in die Kommunalpolitik eingebunden werden. Aus dem Jugendforum 2018 ging der Wunsch hervor, einen Jugendausschuss zu gründen, der die Interessen der Jugendlichen auch unterjährig vertritt und direkt an den Gemeinderat angebunden ist. Dieser tagte erstmals im Januar 2018. Aufgrund der COVID-19-Pandemie fand das Jugendforum 2020 digital statt.

### Wappen und Flagge
| Wappen der Stadt Leonberg | Blasonierung: „In Gold (Gelb) ein rot bewehrter und rot bezungter schwarzer Löwe.“ |
| Wappen der Stadt Leonberg | Wappenbegründung: Im ersten bekannten Stadtsiegel aus dem Jahre 1312 wird der Name der Stadt durch die Abbildung eines auf einem Vierberg stehenden Löwen (lateinisch: leo) bildlich ausgedrückt. Das ursprüngliche Wappen war somit im vollen Sinne „redend“. Später entfiel – vielleicht im Interesse einer besseren Unterscheidung vom Calwer und Vaihinger Stadtwappen – der Vierberg, während der Löwe in wechselnder Gestalt das Wappentier der Stadt blieb. Die schon in Wappenzeichnungen von 1535 und 1605 nachgewiesenen Farben Schwarz und Gold sind die Wappenfarben der württembergischen Stadtgründer und ehemaligen Stadtherren. |

Wappen der ehemals eigenständigen Gemeinden und heutigen Ortsteile

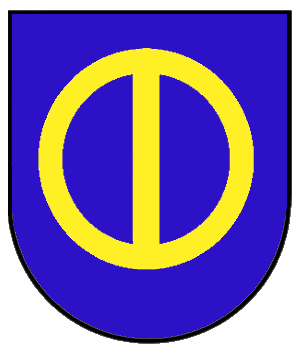
Eltingen
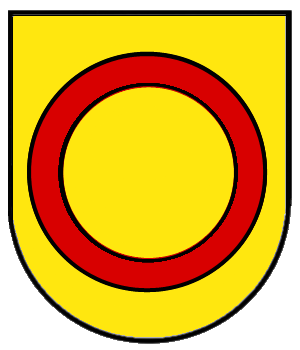
Gebersheim
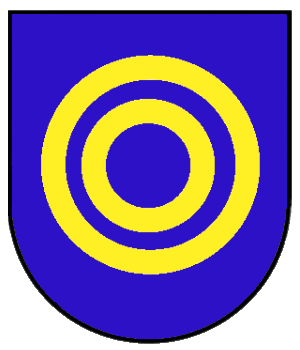
Höfingen
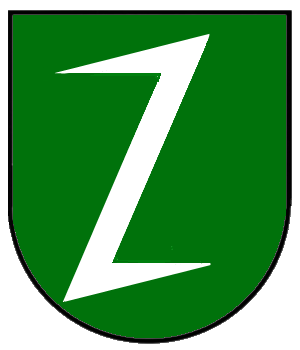
Warmbronn

### Städtepartnerschaften
Leonberg unterhält mit folgenden Städten eine Städtepartnerschaft:
- Berlin-Neukölln, seit 1970
- Belfort, Frankreich, seit 1977
- Rovinj, Kroatien, seit 1990
- Bad Lobenstein, Thüringen, seit 1991

## Wirtschaft und Infrastruktur

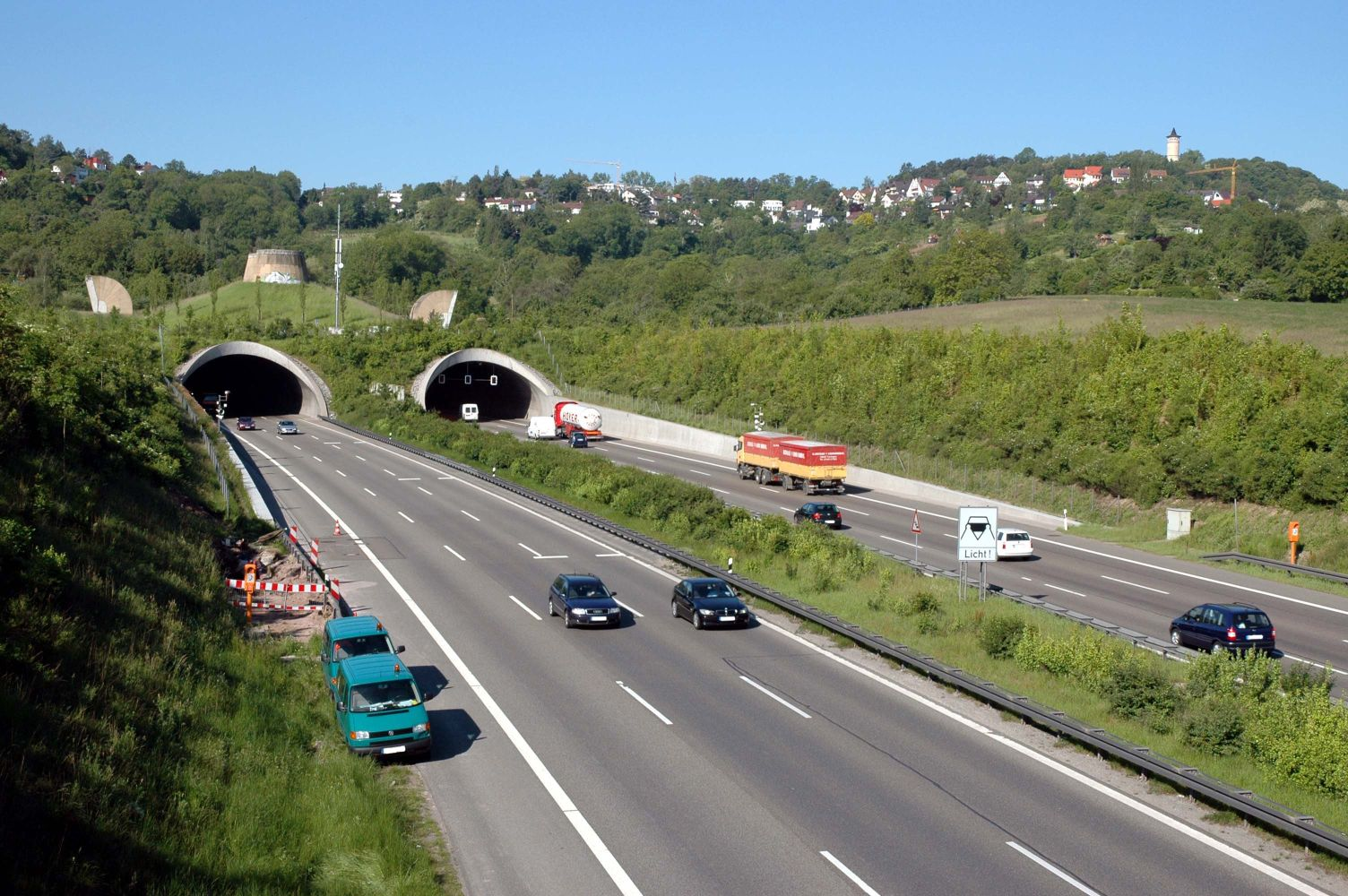
Engelbergbasistunnel: A-81-Unterquerung des Engelbergs

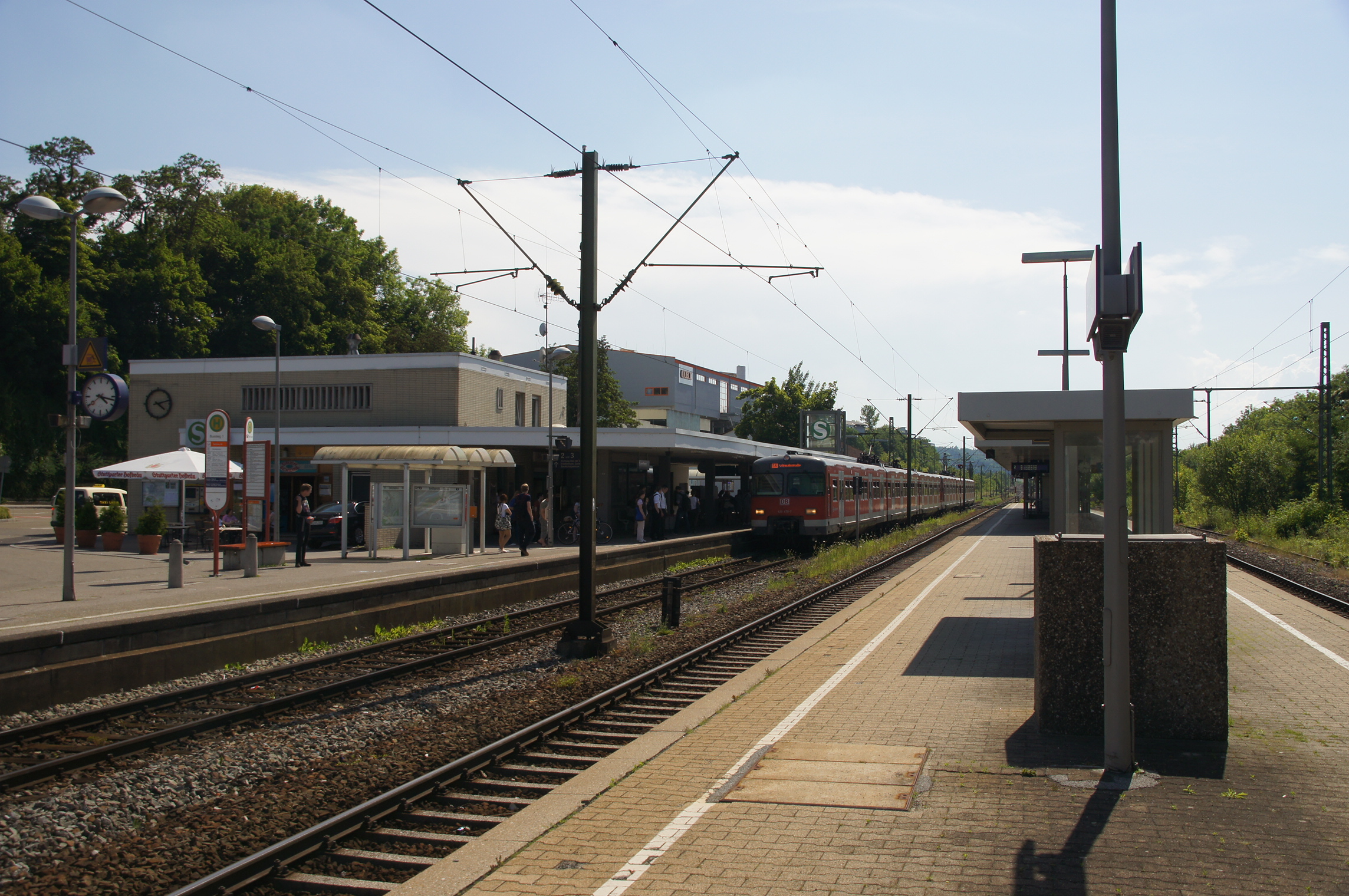
Bahnhof Leonberg

### Verkehr

#### Straßenverkehr
Leonberg ist durch die Bundesautobahnen 8 (Karlsruhe–Stuttgart–Ulm–München) und 81 (Würzburg–Stuttgart–Singen) an das überregionale Straßennetz angeschlossen. Beide Autobahnen werden am Autobahndreieck Leonberg verknüpft, das sich südlich der Kernstadt befindet. In unmittelbarer Nähe des Dreiecks befindet sich die Anschlussstelle Leonberg-Ost. Mit dem Ausbau der A 8 zusammen mit der B 295 kam 2008 die Anschlussstelle Leonberg-West hinzu. Die B 295 verläuft derzeit noch mitten durch Leonberg und hat ein sehr hohes Verkehrsaufkommen. Für Motorradfahrer ist das Leonberger Stadtgebiet mit dem Glemstal ein beliebtes Revier, woraus zeitweise hohe Lärmbelastungen resultieren.

#### Öffentliche Verkehrsmittel
Der öffentliche Personennahverkehr (ÖPNV) wird vor allem von den S-Bahn-Linien S6, S60 und S62 bedient, die auf der Württembergischen Schwarzwaldbahn verkehren. Die S6 (Weil der Stadt – Leonberg – Stuttgart) besteht bereits seit 1978, dazu wird die S60 während des 15-Minuten-Takts der S6 alle 30 Minuten an die S6 angekoppelt und so von Böblingen über Renningen bis Stuttgart verlängert. Neben dem Bahnhof Leonberg gibt es noch die Haltepunkte Höfingen, im gleichnamigen Stadtteil, und Rutesheim, der im Stadtteil Silberberg liegt. Seit September 2022 fährt außerdem noch die S62 als Express-S-Bahn zwischen Weil der Stadt und Zuffenhausen und bedient innerhalb Leonbergs nur den Bahnhof. Der Busverkehr innerhalb Leonbergs und zu den Nachbarorten wird durch private Unternehmen und die Stuttgarter Straßenbahnen durchgeführt. Alle S-Bahn- und Buslinien sind in den Verkehrs- und Tarifverbund Stuttgart (VVS) integriert.

#### Fahrradverkehr
Durch eine Alltagsroute aus dem Radnetz Baden-Württemberg ist Leonberg über Ditzingen mit Stuttgart und in der anderen Richtung über Renningen und Weil der Stadt mit Calw verbunden.
Leonberg ist Mitglied der AGFK (Arbeitsgemeinschaft Fahrrad- und Fußverkehrsfreundlicher Kommunen) in Baden-Württemberg.

### Umweltzone
In der Kernstadt von Leonberg gilt seit dem 1. März 2008 (ursprünglich am 1. Juli 2007, Startzeitpunkt wegen fehlender Verwaltungsvorschriften verschoben) die Feinstaubplakettenpflicht. Nur Fahrzeuge, die mindestens der Schadstoffgruppe 2 angehören, durften ab diesem Zeitpunkt in oder durch das Stadtgebiet fahren. Fahrzeuge der Schadstoffgruppe 1 (ohne Plakette) unterliegen seitdem einem Fahrverbot.
Seit 1. Januar 2012 wurde das Fahrverbot nach der Kennzeichnungsverordnung auf Fahrzeuge der Schadstoffgruppe 2 (rote Plakette), seit 1. Januar 2013 auf Fahrzeuge der Schadstoffgruppe 3 (gelbe Plakette) ausgeweitet. Am 2. Dezember 2013 wurde eine regionale Umweltzone Leonberg/Hemmingen und Umgebung gebildet (Übersicht).

### Einkaufsmöglichkeiten

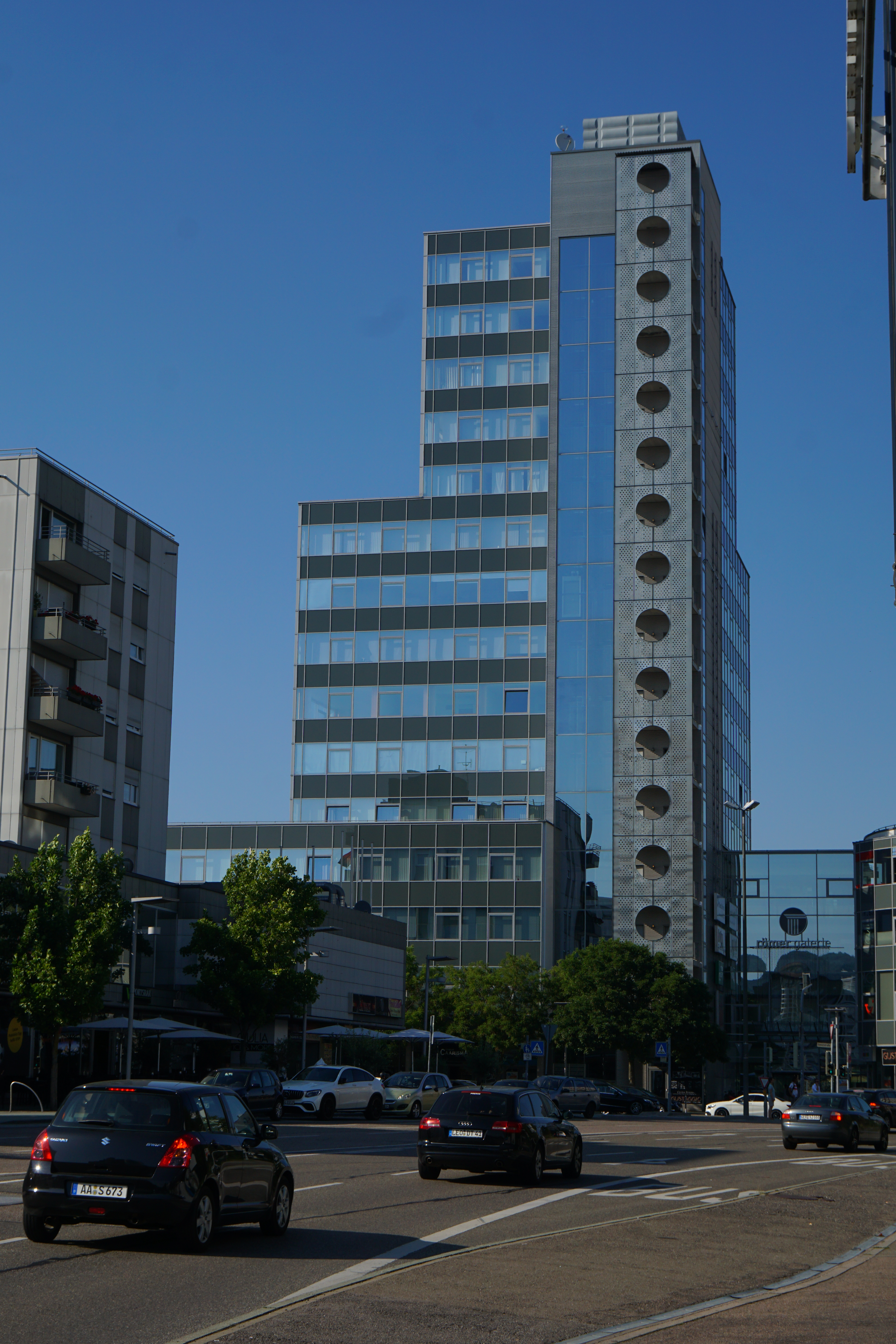
Römergalerie

Neben zahlreich vorhandenen Läden befindet sich im Stadtzentrum das Leo-Center, ein über 90 Geschäfte verfügendes Einkaufszentrum. Es wurde 1973 in Betrieb genommen. Quer gegenüber auf der anderen Seite der Kreuzung Römer-/Eltinger Straße befindet sich die Römergalerie, in der Läden, Restaurants, Büros sowie eine große Anzahl Arztpraxen untergebracht sind. Weitere Einkaufszonen findet man in der Altstadt rund um den Marktplatz, in Eltingen (Carl-Schmincke- und Poststraße) und an der Ecke Post-/Römerstraße (Baumarkt, Lebensmittelmärkte, Babyfachmarkt).

### Ansässige Unternehmen
Die Leonberger Bausparkasse wurde 1924 als Christlicher Notbund zur gegenseitigen Hilfe von Christian Röckle in Leonberg gegründet. Seit Übernahme durch die Wüstenrot AG 2001 existiert die Leonberger Bausparkasse nicht mehr. Ihre Gebäude wurden abgerissen, wobei die beiden höchsten Gebäude am 30. Mai 2009 gesprengt wurden.
Die Robert Bosch GmbH betreibt in Leonberg ein Entwicklungszentrum mit rund 2500 Arbeitsplätzen, das aus der Übernahme der Firma Motometer in den 1990er Jahren entstand. Es sind dort die Geschäftsbereiche Automotive Electronics, Chassis Systems Control und Car Multimedia angesiedelt. Nach Übernahme der Flächen des Möbelhauses Hofmeister und der Otto Fuchs KG soll der Standort in den nächsten Jahren um 28.000 m² vergrößert werden.
Leonberg ist Stammsitz des Familienunternehmens GEZE, einem Anbieter von Türtechnik sowie Sicherheits- und Lüftungssystemen, das in Leonberg rund 1000, weltweit 2700 Mitarbeiter beschäftigt (Stand 2016).
1952 wurde in Leonberg die LEWA gegründet. Sie ist ein weltweit tätiger Hersteller von Dosierpumpen, Prozess-Membranpumpen und Dosier- und Mischanlagen für die Prozessindustrie. Sie beschäftigt in Leonberg rund 560 Mitarbeiter, weltweit ca. 1000 (Stand 2015).
Leonberg ist seit 1953 Sitz der Brückner Trockentechnik.
Der Automobilhersteller und auf Porsche-Fahrzeuge spezialisierte Tuningbetrieb Gemballa Automobiltechnik beschäftigt etwa 30 Mitarbeiter.
Im Jahre 1994 übersiedelte die traditionelle Klavierfabrik Pfeiffer von Stuttgart nach Leonberg.

### Medien
In Leonberg erscheint als Tageszeitung die Leonberger Kreiszeitung. Seit Oktober 2005 hat die Leonberger Kreiszeitung den Mantel der Stuttgarter Zeitung (zuvor von den Stuttgarter Nachrichten) übernommen und liefert aus eigener Redaktion den Lokalteil für die Stadt Leonberg, die Teilorte und den Altkreis Leonberg zu.

### Weinbau
Leonberg ist ein Weinort des Anbaugebietes Württemberg und zählt zum Bereich Remstal-Stuttgart. Hauptanbaugebiete sind die südlich des Autobahndreiecks gelegene Feinau sowie der glemsaufwärts gelegene Ehrenberg.

### Behörden, Gericht und Einrichtungen
Leonberg hat ein Finanzamt und ein Amtsgericht, das zum Landgerichts- und Oberlandesgerichtsbezirk Stuttgart gehört. Ferner befindet sich hier eine Außenstelle des Landratsamts Böblingen.
Die Stadt ist Sitz des Kirchenbezirks Leonberg der Evangelischen Landeskirche in Württemberg.

### Bildungseinrichtungen
In Leonberg sind alle Schultypen vorhanden. Mit dem Albert-Schweitzer-Gymnasium und dem Johannes-Kepler-Gymnasium gibt es zwei allgemeinbildende Gymnasien sowie mit Wirtschafts- und Technischem Gymnasium am Beruflichen Schulzentrum auch zwei berufliche Gymnasien. Weiterhin bestehen die Gerhart-Hauptmann-Realschule, die Ostertag-Realschule, die Marie-Curie-Schule (Gemeinschaftsschule), zwei Förderschulen (Pestalozzischule – Schwerpunkt Lernen, Karl-Georg-Haldenwang-Schule – Schwerpunkt geistige Entwicklung) sowie die Grundschulen in der Kernstadt (Mörikeschule, Schellingschule, Sophie-Scholl-Schule und Spitalschule) und in den Stadtteilen Höfingen, Gebersheim und Warmbronn.
Der Landkreis Böblingen ist Schulträger des Beruflichen Schulzentrums (diverse Ausbildungsberufe, Berufsfachschulen, Berufskolleg und berufliche Gymnasien) sowie der Karl-Georg-Haldenwang-Schule (Förderschule) mit Schulkindergarten.
Die Evangelische Fachschule für Altenpflege rundet das schulische Angebot in Leonberg ab.

### Freizeiteinrichtungen

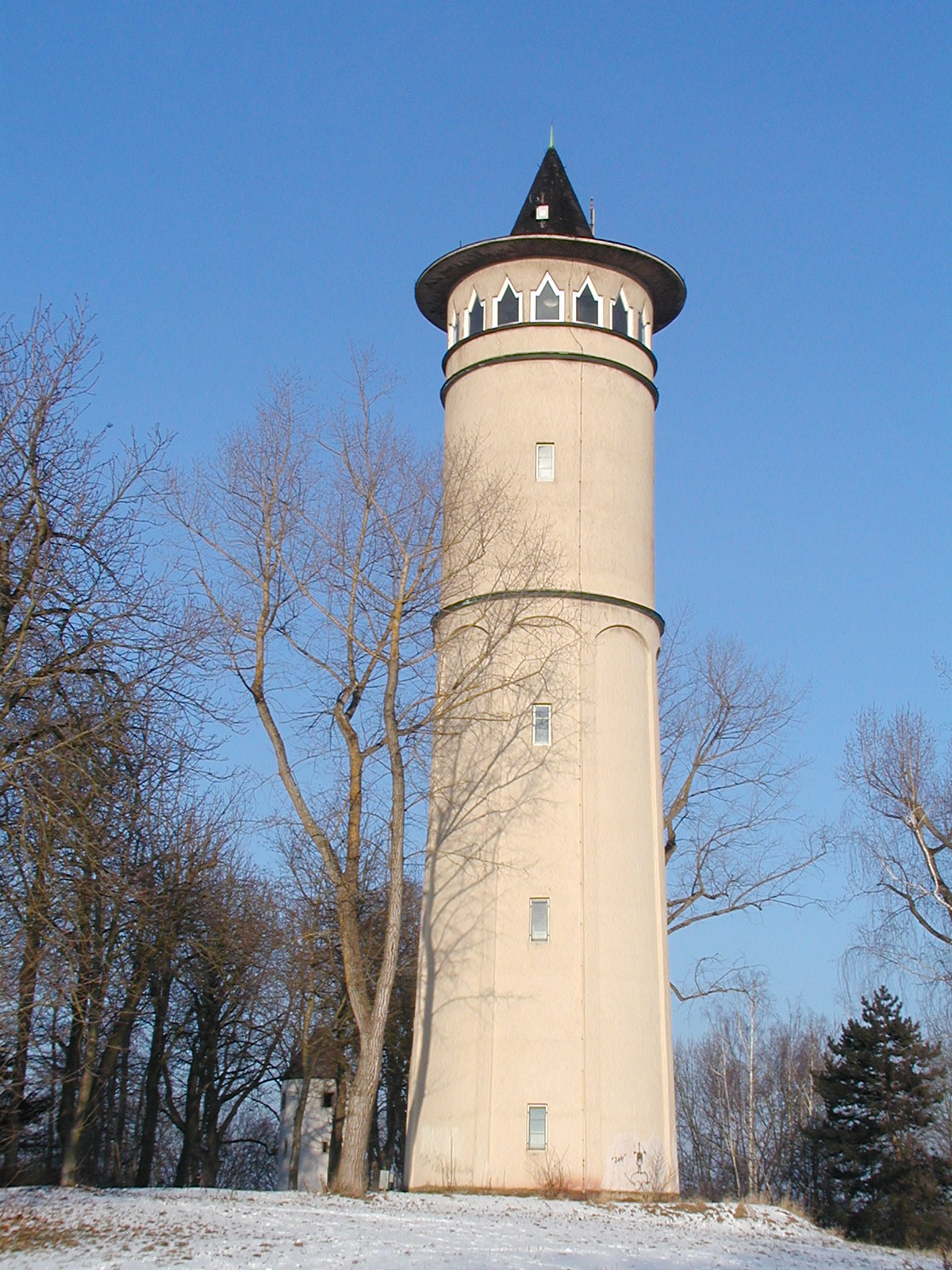
Der Engelbergturm bietet einen weiten Rundblick

Das alte Eltinger Freibad wurde 1990 umgebaut zum Leobad, einem großen Freizeit- und Sportbad, in dem bis 2010 über vier Millionen Besucher gezählt wurden.
Ein kleines Familienbad wird im Stadtteil Höfingen durch den Verein Bädle e. V. betrieben.
Das 1972 fertiggestellte Sportzentrum mit Sporthalle und Hallenbad musste im August 2011 wegen massiver Sicherheitsmängel in der Gebäudetechnik geschlossen werden. Bei einem Bürgerentscheid am 25. März 2012 wurde entschieden, dass eine Sanierung erfolgen soll. Zuvor hatte der Gemeinderat einen Abriss und Neubau beschlossen. Nach der für rund 12 Millionen Euro durchgeführten Sanierung wurde das Sportzentrum am 2. Februar 2014 wieder eröffnet.

## Kultur und Sehenswürdigkeiten

### Theater

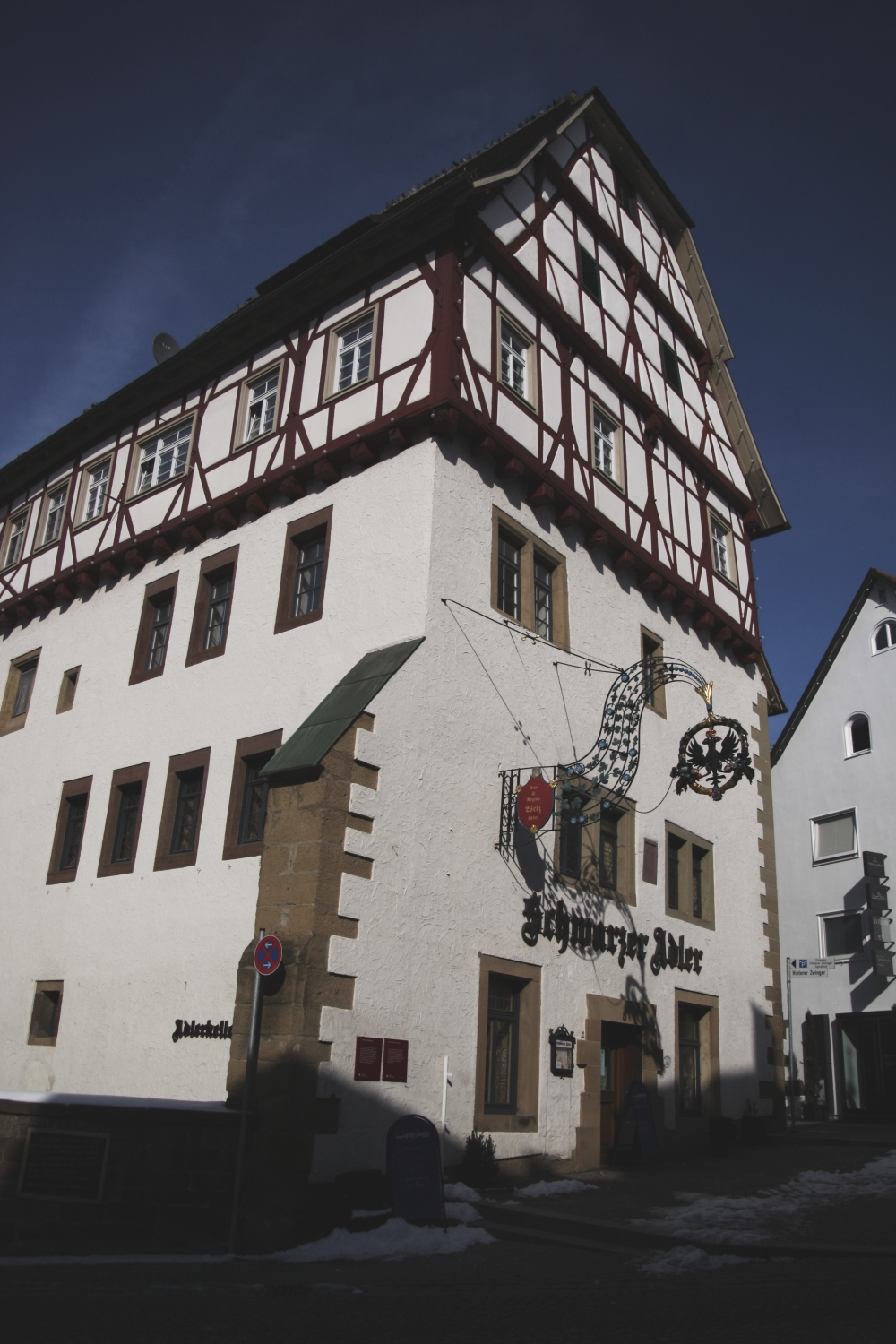
Der Schwarze Adler – einst ein mittelalterliches Stadtschloss

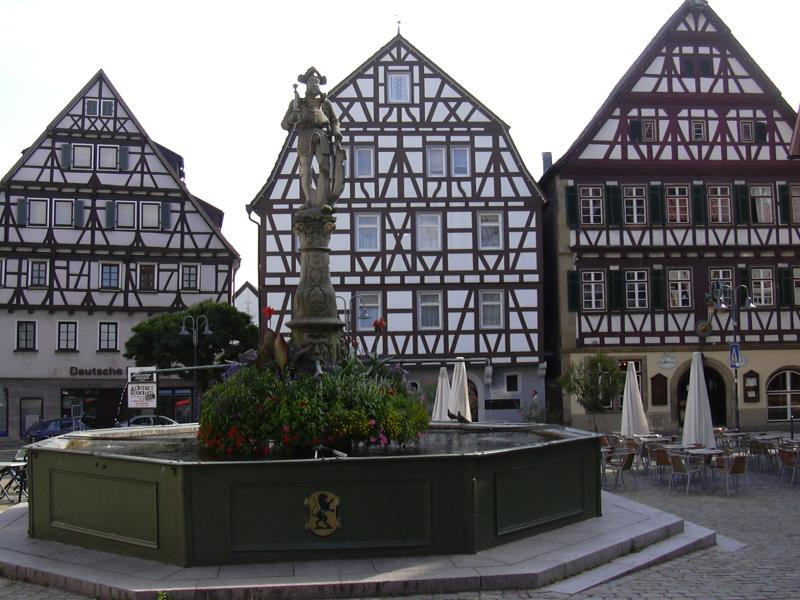
Fachwerkhäuser am Leonberger Marktplatz; davor der Marktbrunnen mit dem Wappner

Das Theater im Spitalhof Leonberg, das sich innerhalb der Spitalschule befindet, ist eine Musik- und Theaterbühne für Kleinkunst, Musik sowie Kinder- und Jugendtheater. Regelmäßige Theaterdarbietungen verschiedener Tourneebühnen sind in der Stadthalle Leonberg zu sehen.

### Musik
Der 1840 gegründete Liederkranz Leonberg betreibt Chorsingen und besitzt ein eigenes Sängerheim. Der Musikverein Lyra Eltingen wurde 1897 gegründet.
Ein weiterer Musikverein war die Stadtkapelle Leonberg. 2019 fusionierten Lyra und Stadtkapelle zum Musikverein Lyra Leonberg. Das Sinfonieorchester Leonberg wurde 1970 als Jugendsinfonieorchester gegründet. Heute besteht es aus 70 Musikern und wird vom Dirigenten Alexander Adiarte geleitet.
Musikalische Ausbildungsstätten in Leonberg sind die Jugendmusikschule, die in Kooperation mit dem Musikverein Lyra Leonberg und dem Musikverein Höfingen steht, und die Musikschule Villa Musica, die im Verbund mit dem Liederkranz Leonberg zusammenarbeitet.

### Kino
Im Juli 2016 wurde der Traumpalast der Lochmann Filmtheaterbetriebe im Industriegebiet Riedwiesen eröffnet. Er besitzt zehn Säle und ist durchgehend mit Dolby Atmos ausgestattet. 2021 wurde der Komplex um ein IMAX-Kino mit 600 Plätzen und der größten Leinwand der Welt (38 × 21 Meter), ein Bettenkino sowie ein Bowlingzentrum erweitert. Drei Restaurants ergänzen das Angebot.

### Bauwerke und Kulturdenkmale
- Sehenswert ist die mittelalterliche Altstadt. Am historischen Marktplatz sind zahlreiche Fachwerkhäuser zu bewundern. Eines davon ist das alte Rathaus, das zusammen mit dem Wasserturm auf dem Engelberg die Wahrzeichen der Stadt darstellen. Bemerkenswert sind zudem Schellings Geburtshaus und der stattliche Gasthof Zum Schwarzen Adler, in dem einer Legende zufolge 1457 der erste urkundlich belegbare Landtag der Grafschaft Württemberg-Urach getagt hat.

Die mittelalterliche Evangelische Stadtkirche mit zahlreichen bürgerlichen Grabdenkmälern aus der Werkstatt des Jeremias Schwartz sind ebenso zu nennen wie die ehemalige Lateinschule, in der heute das Stadtmuseum mit Schelling-Gedenkraum untergebracht ist, und der Engelbergtunnel. Die vom Galerieverein Leonberg e. V. renovierte und ausgebaute Scheune aus dem Jahr 1814 wurde von der Denkmalstiftung Baden-Württemberg zum „Denkmal des Monats Oktober 2004“ ernannt.
- Im Stadtteil Eltingen ist die „schönste Dorfstraße Süddeutschlands“, die Carl-Schmincke-Straße, zu sehen. Die evangelische Michaelskirche Eltingen wurde 1487 erbaut. Es handelt sich um ein einschiffiges Langhaus mit Netzrippengewölbe und eingezogenem Chor. Der Turm hat spätgotische Schallfenster und ein Zeltdach.

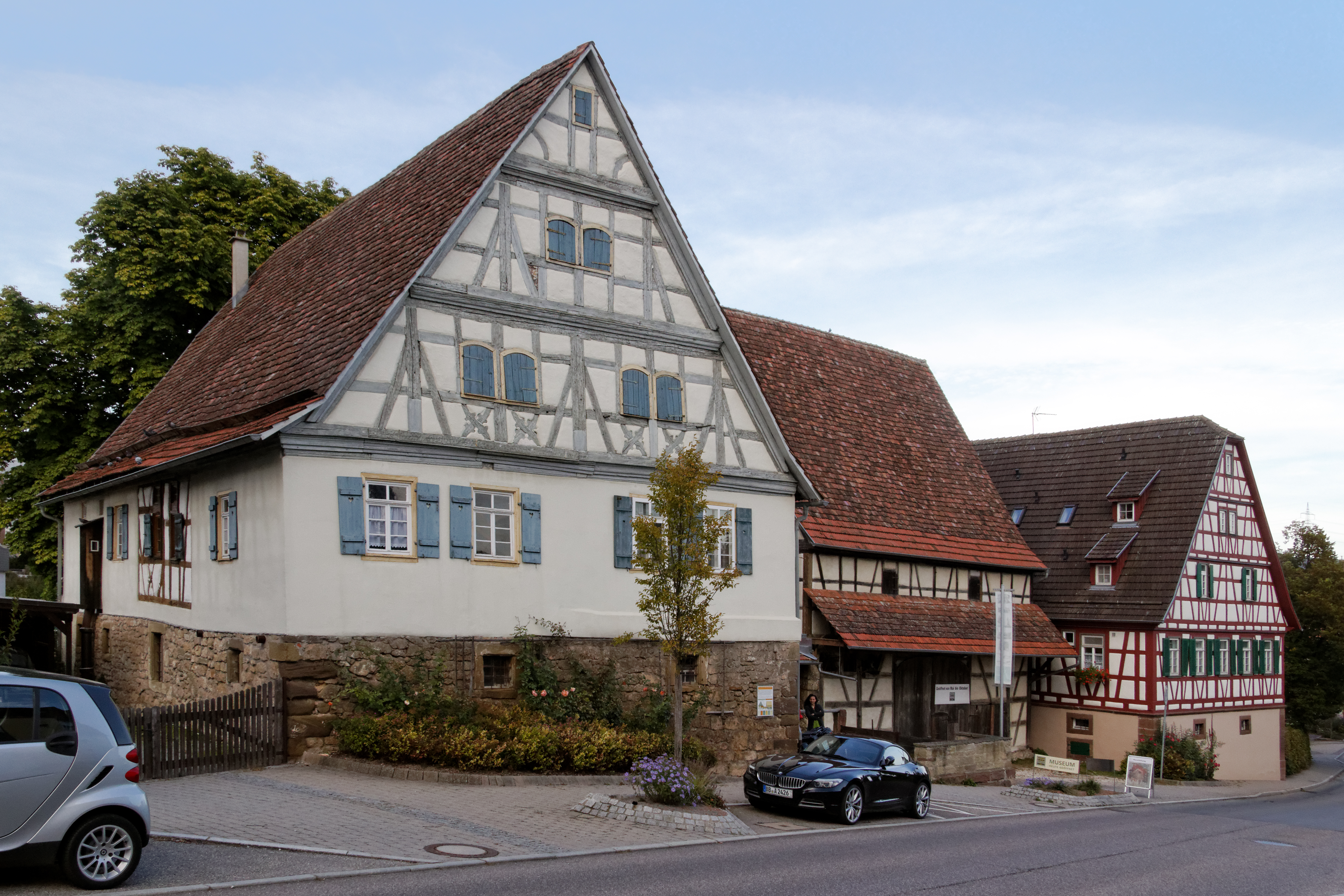
Bauernhausmuseum in Gebersheim

- Die Evangelische Kirche Gebersheim wurde 1588 erbaut. Das Schiff wurde jedoch 1968 abgetragen und erweitert. Im Turm sind noch vorreformatorische Fresken erhalten. Im Ortsteil Gebersheim wurde außerdem 1995 das Bauernhausmuseum eröffnet.
- Höfingen besitzt eine Pfarrkirche, die in Teilen romanisch bzw. gotisch ist. Der Chor trägt die Jahreszahl 1407. Der 45 Meter hohe Westturm stammt im Wesentlichen aus dem 18. Jahrhundert und hat ein Zeltdach. Das Kirchenschiff wurde 1931 abgerissen und neu erbaut; bei dieser Maßnahme stürzten Teile des Chors ein. Die Kirche war Laurentius von Rom geweiht.[38][39]
- Ebenfalls im Stadtteil Höfingen steht die Fleischmühle, eine Getreidemühle, bei der das Mehl heute noch nach alter Tradition gemahlen wird.
- In Warmbronn befindet sich das Christian-Wagner-Museum im Christian-Wagner-Haus. Die Warmbronner evangelische Kirche wurde 1784 im klassizistischen Stil erbaut.
- Beim Glemseck befindet sich das Seehaus. Es wurde 1609 im Auftrag von Sybilla von Anhalt Gräfin von Mömpelgard und Herzogin von Württemberg vom herzoglichen Baumeister Heinrich Schickhardt erbaut. Heute betreibt hier der Seehaus e. V. eine freie Form des Jugendstrafvollzugs.[40]

### Parks

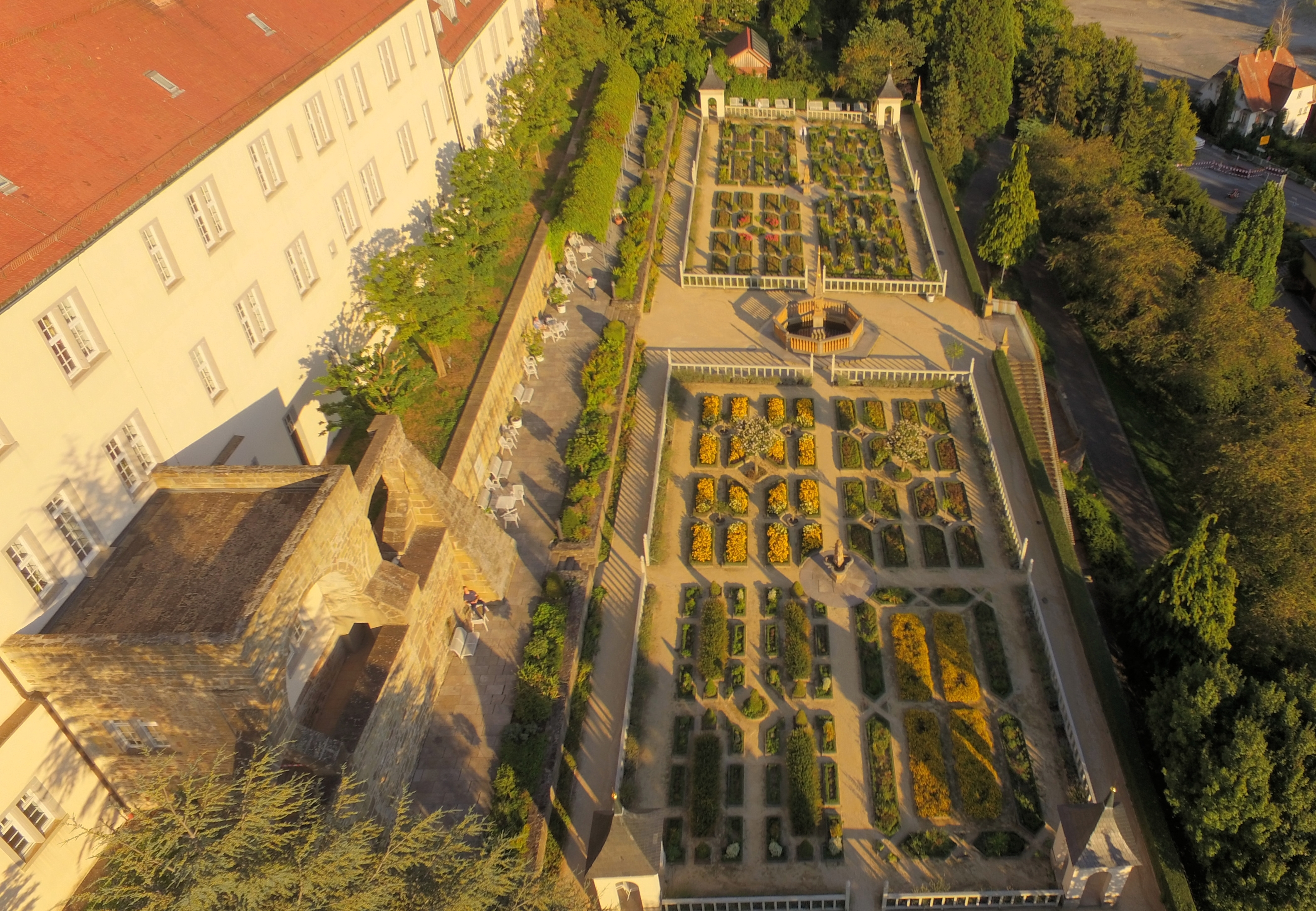
Pomeranzengarten am Schloss

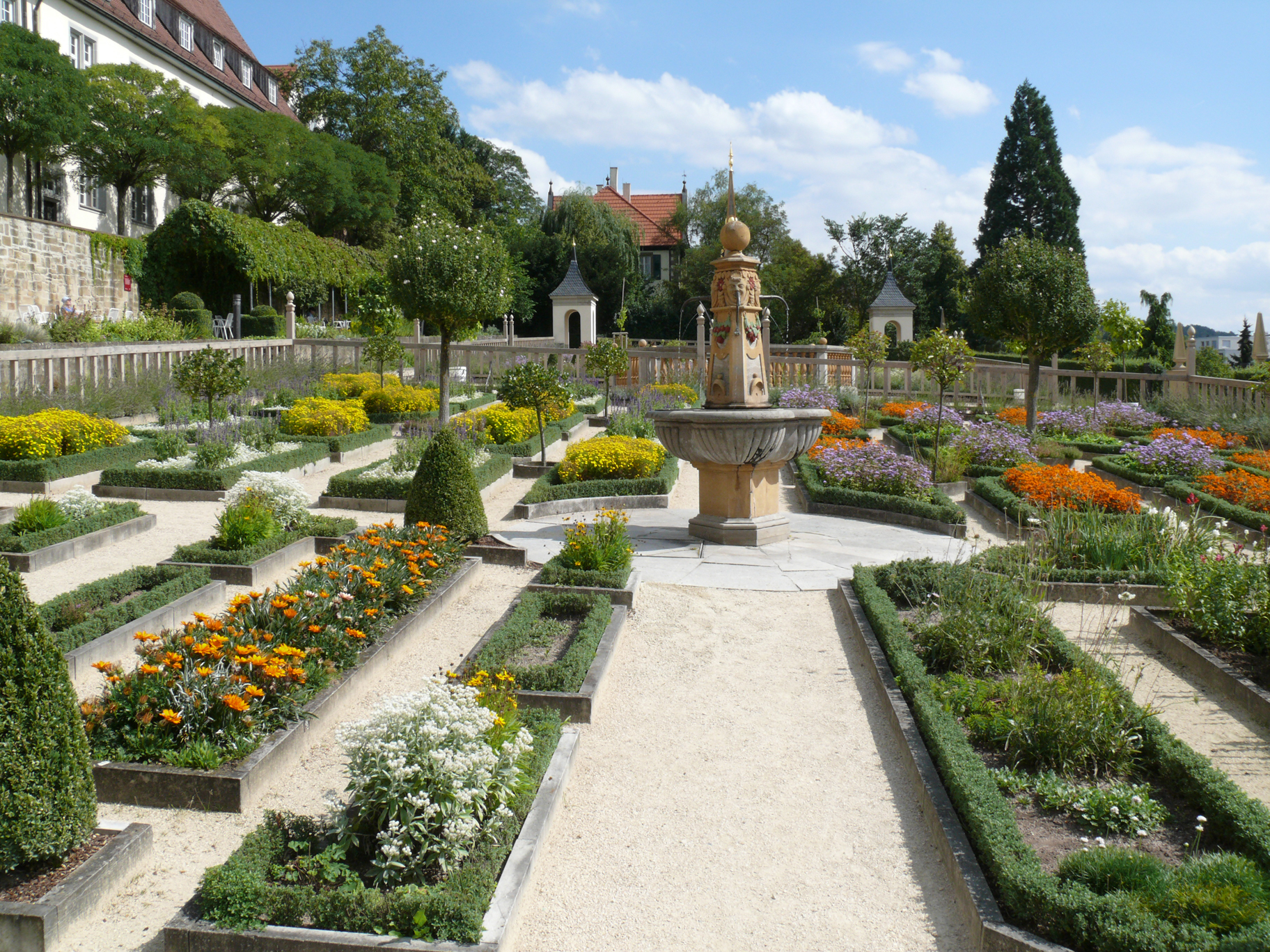
Pomeranzengarten

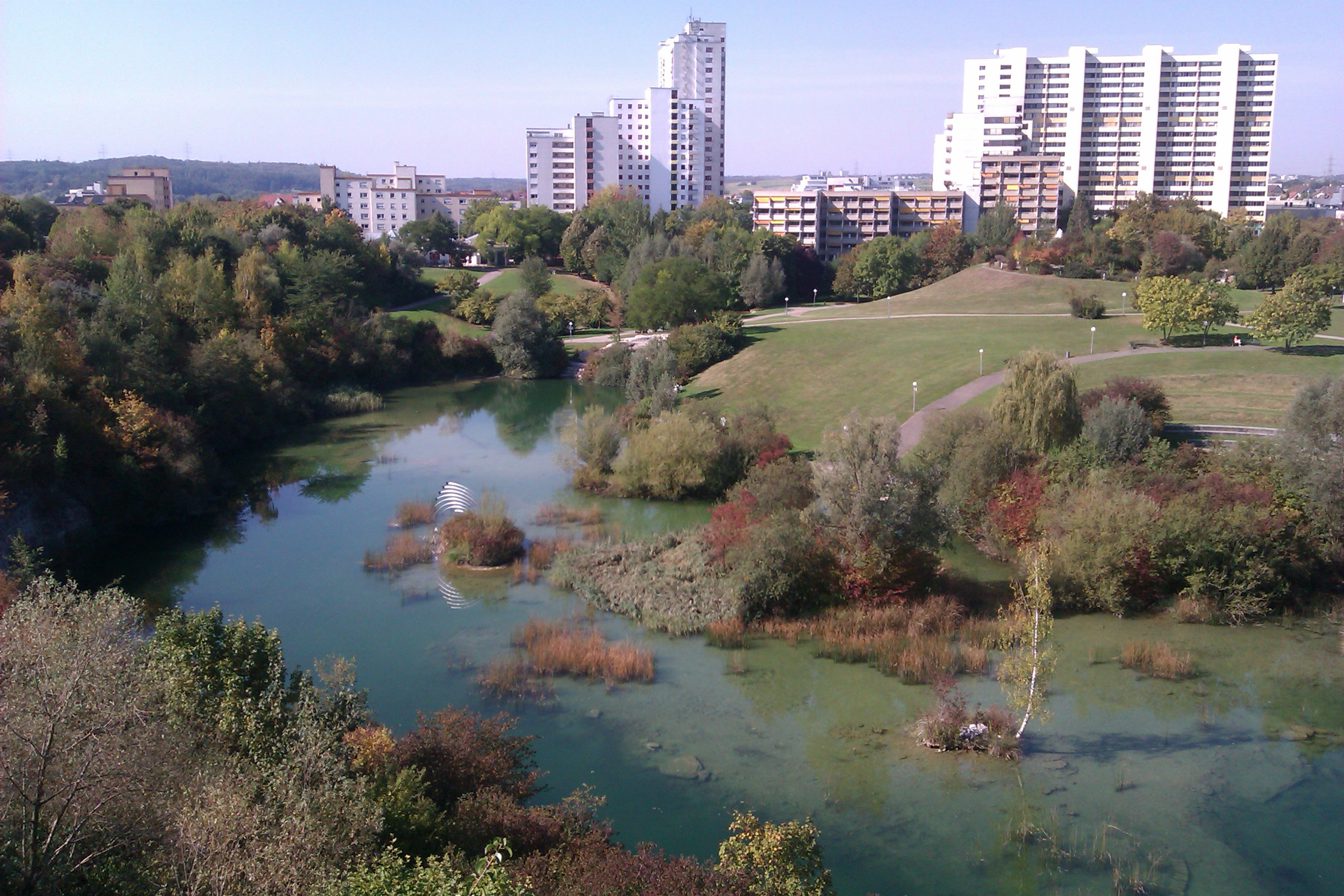
Stadtpark: Blick von Osten über die ehemaligen Gipsgruben zur „Neuen Stadtmitte“

Der Pomeranzengarten ist der einzige in Deutschland erhaltene Terrassengarten aus der Zeit der Hochrenaissance. Er wurde 1609 im Auftrag der Herzogin Sibylla von Württemberg angelegt, als das Schloss zum Witwensitz württembergischer Herzoginnen umfunktioniert wurde. Ab 1742 wurde der Pomeranzengarten für den Obst- und Gemüsebau genutzt, bis man ihn ab 1980 nach den Originalplänen Heinrich Schickhardts restaurierte.
Der 1979 eröffnete Stadtpark liegt zwischen Leonberg und Eltingen und wurde auf dem Gelände eines Gipswerks angelegt, das 1977 seinen Betrieb einstellte. Gipssteinbrüche wurden als Seen in die Anlagen integriert. Viele Skulpturen sind im Stadtpark aufgestellt. Im Süden des Parks wurde ein Friedensmahnmal errichtet, an dessen Eingang seit 1990 ein Segment der Berliner Mauer steht, das zuvor an der Grenze des Leonberger Partnerbezirks Berlin-Neukölln stand.

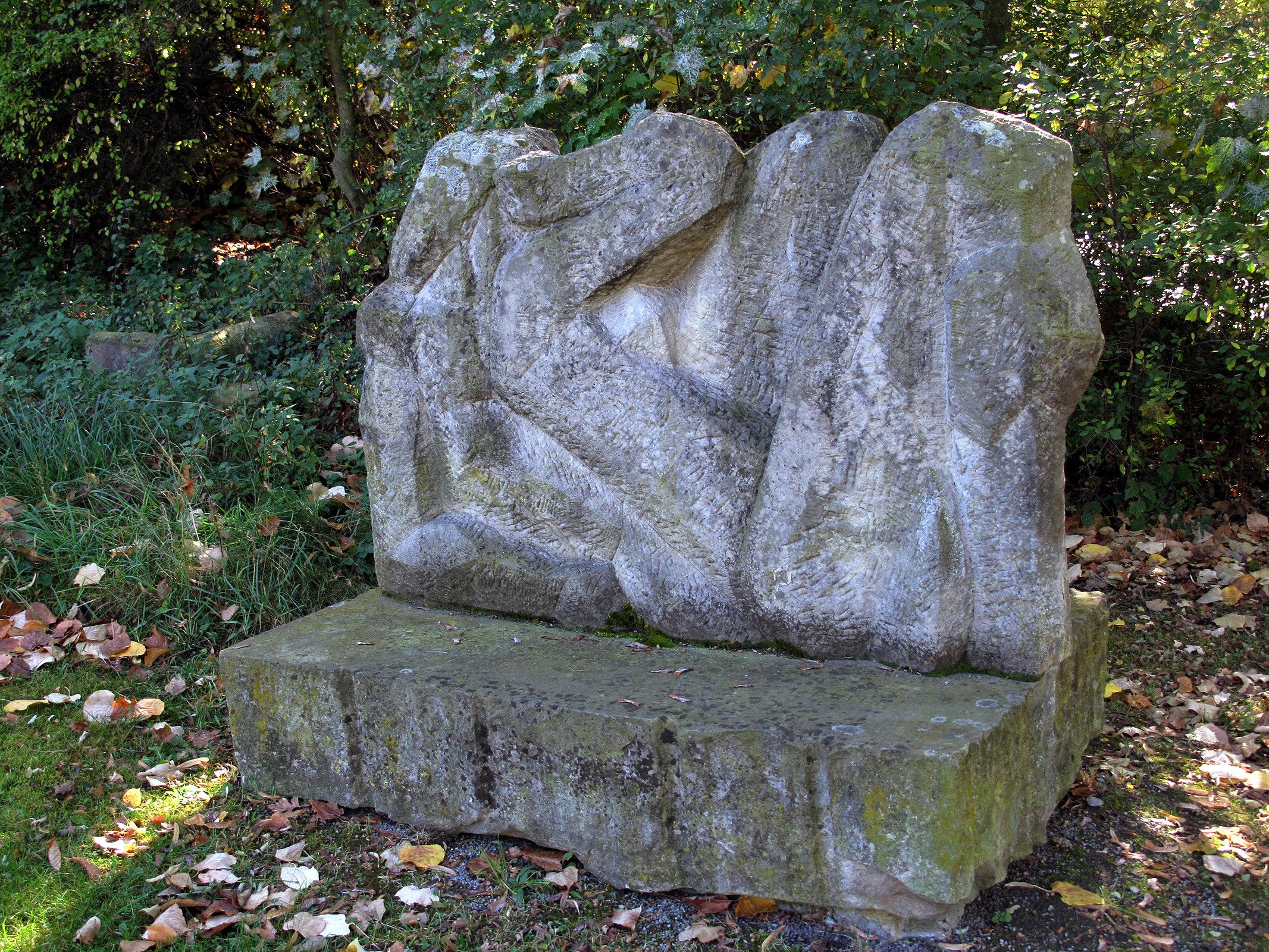
Von Hans Daniel Sailer entworfene Skulptur im Friedensmahnmahl
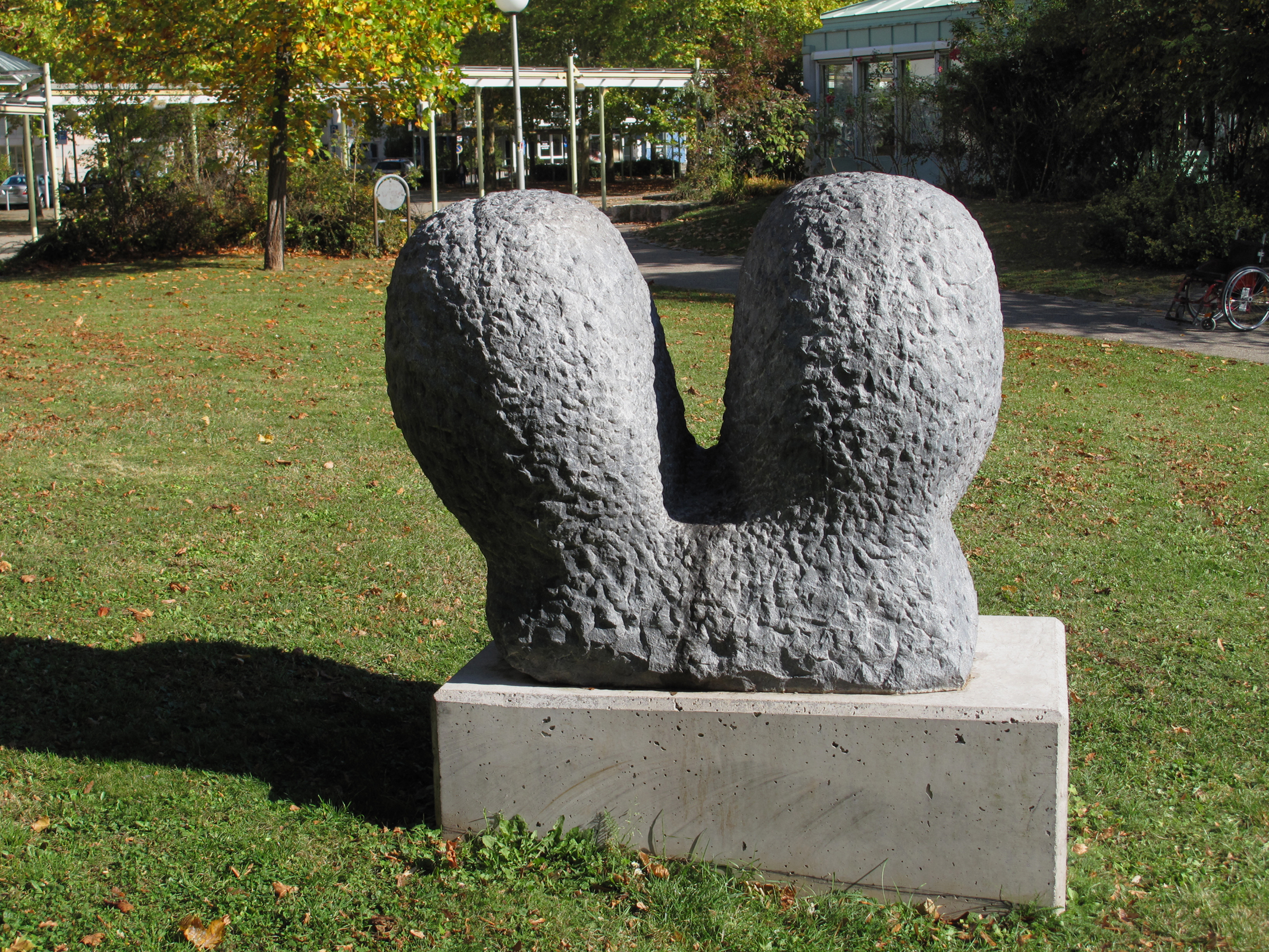
Köpfe von Herbert Baumann im Stadtpark
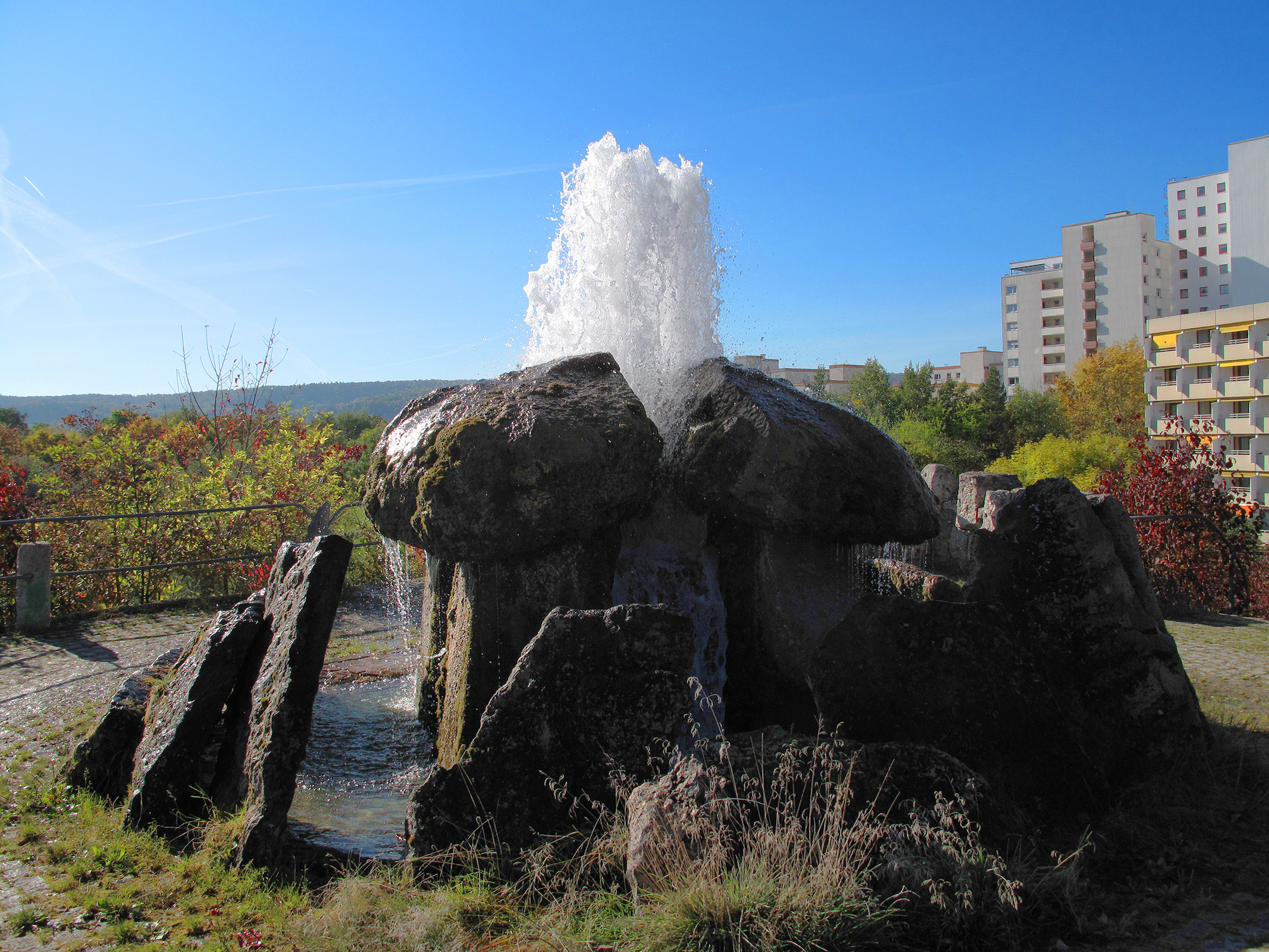
Bachlauf von Ernst Günter Herrmann

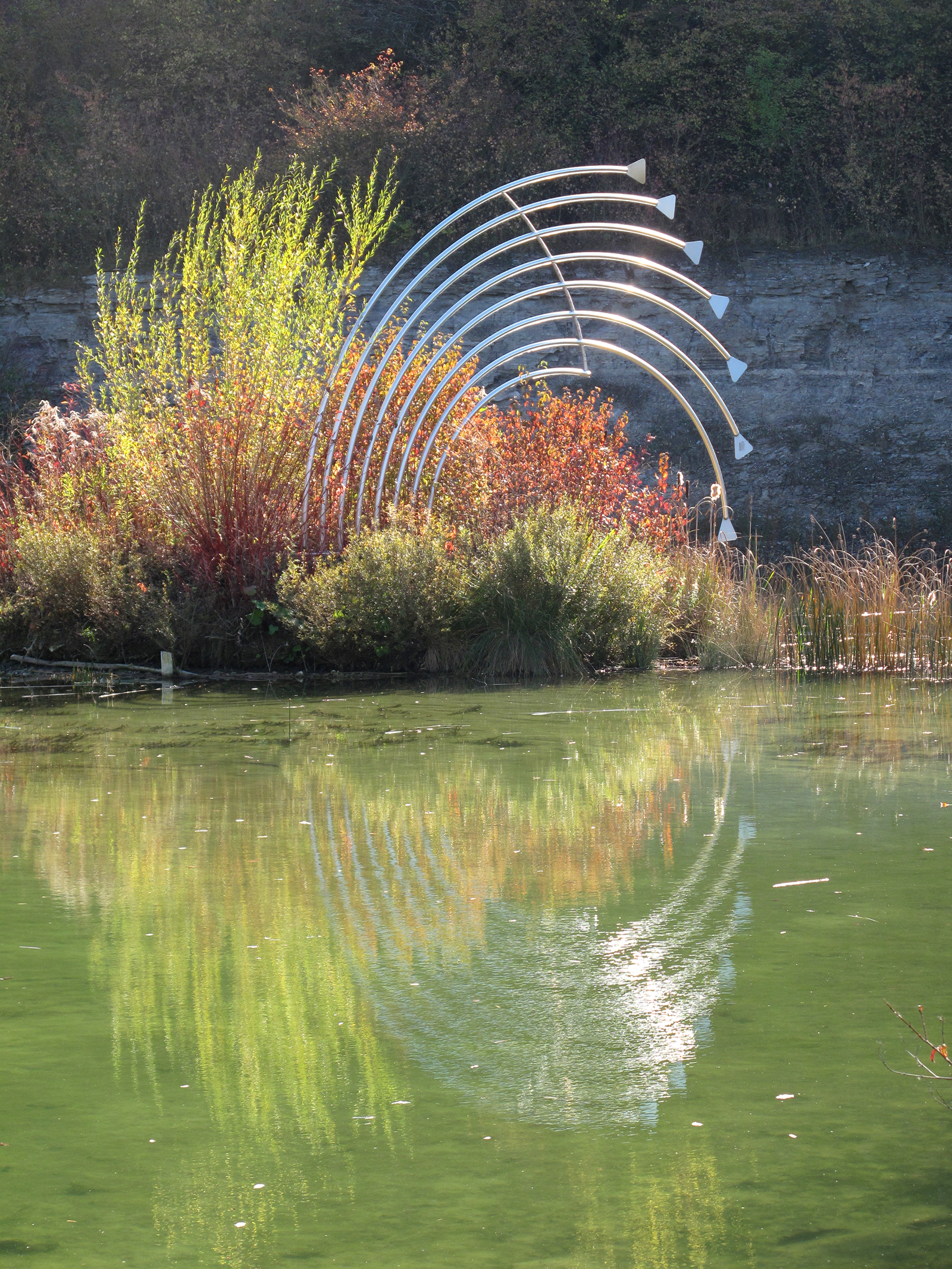
Brücke von Heide Bihlmaier
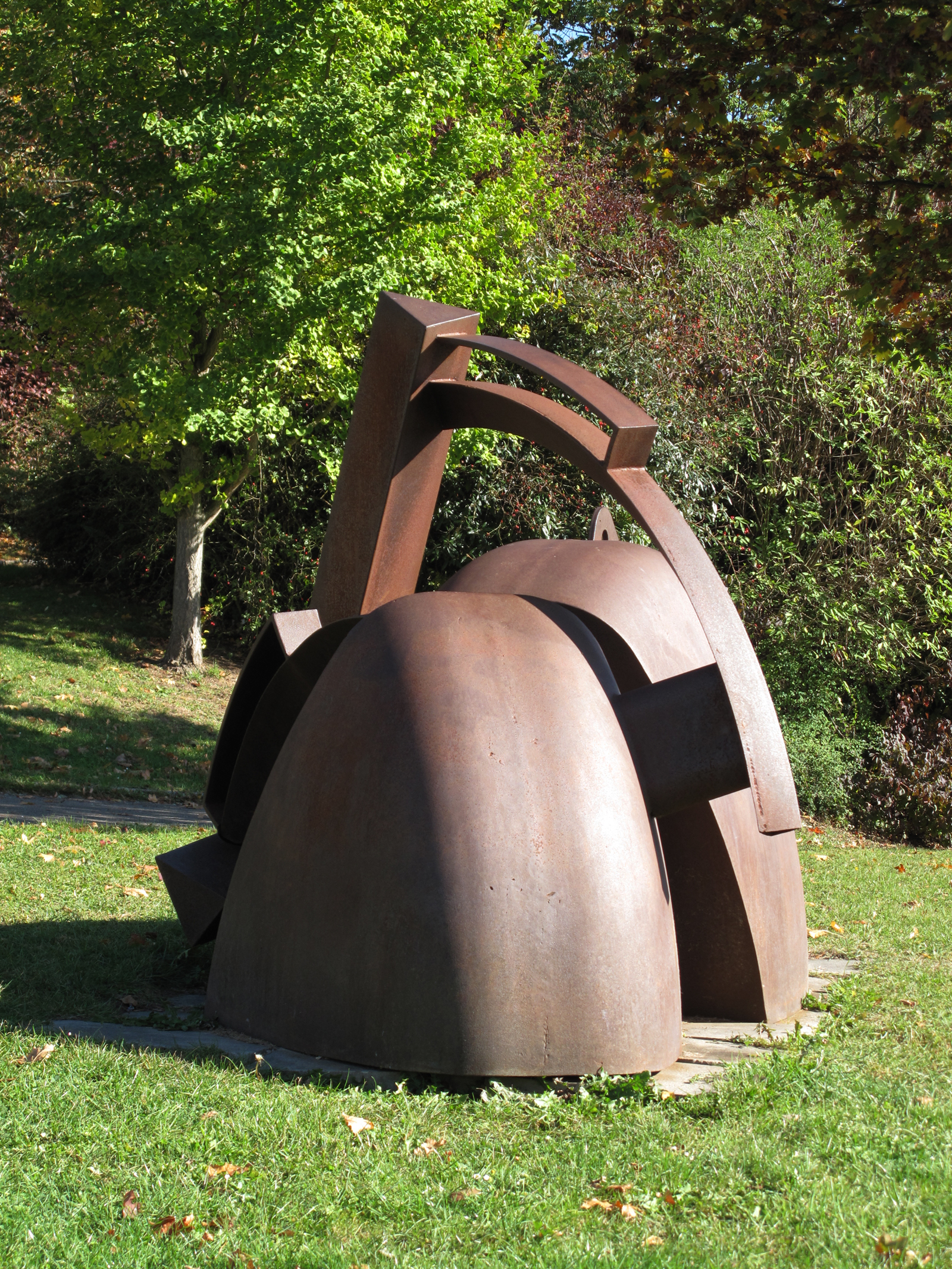
Kugelwelt von Klaus Duschat
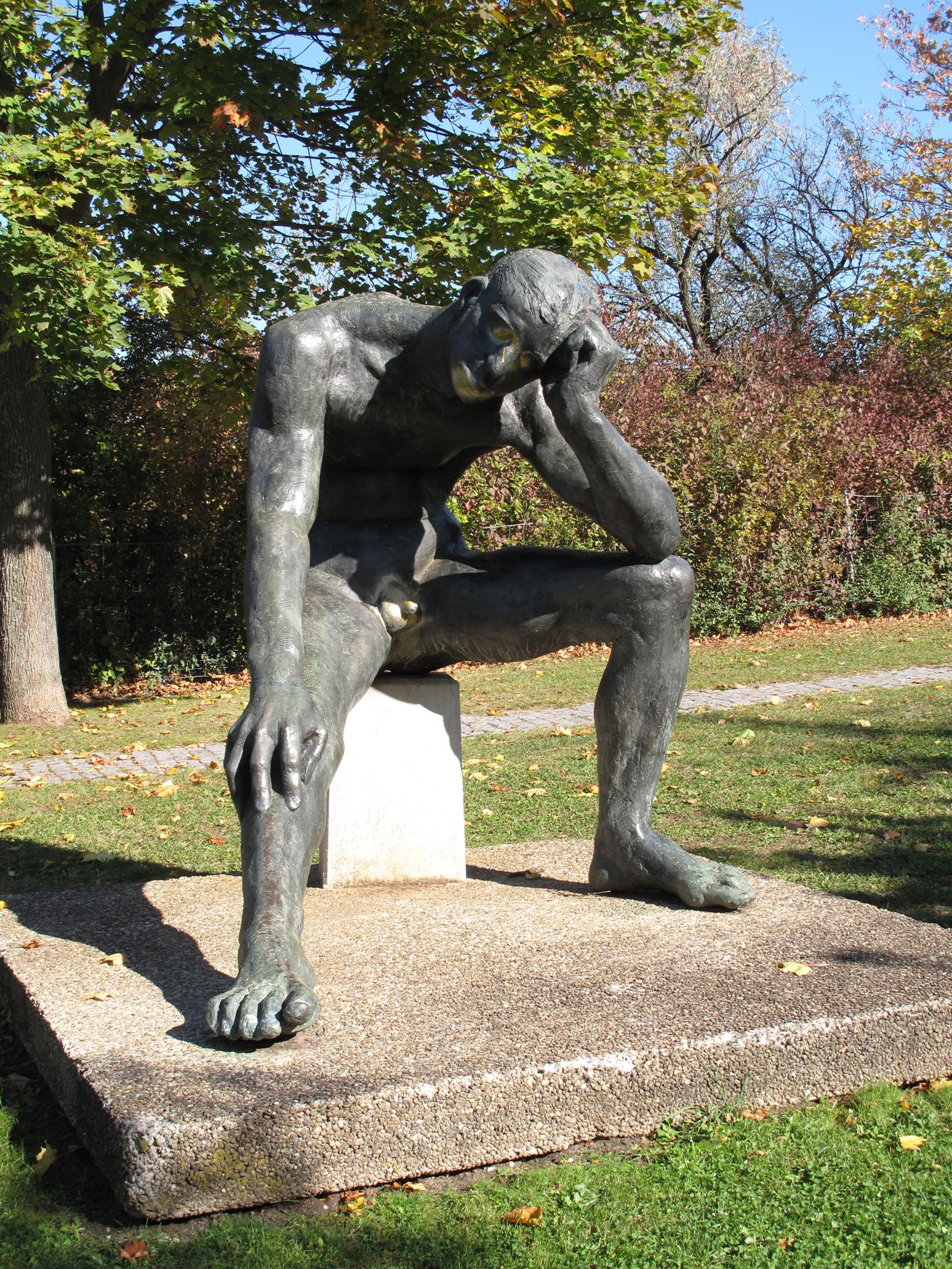
Der Sinnende von Waldemar Grzimek
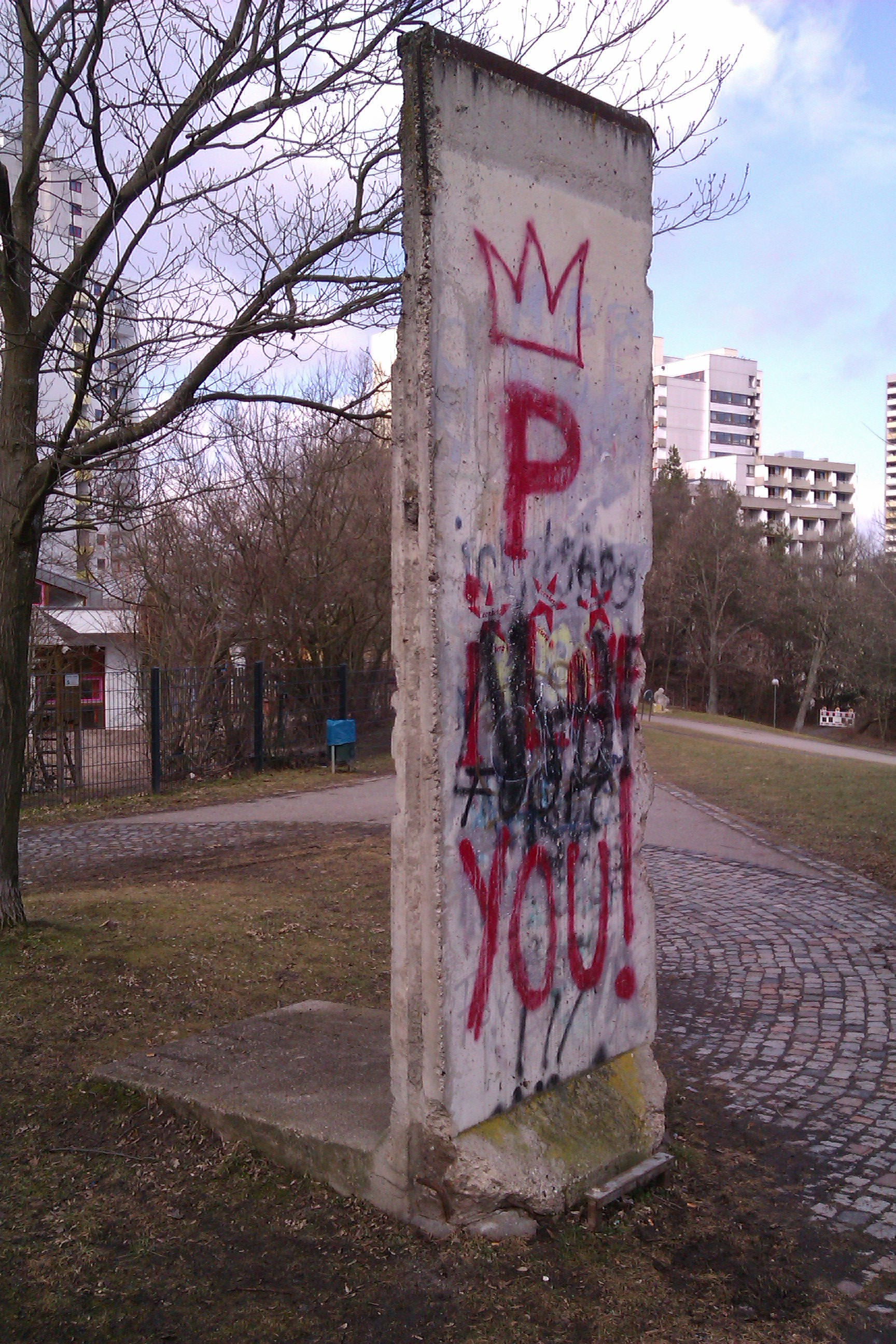
Segment der Berliner Mauer

### Regelmäßige Veranstaltungen

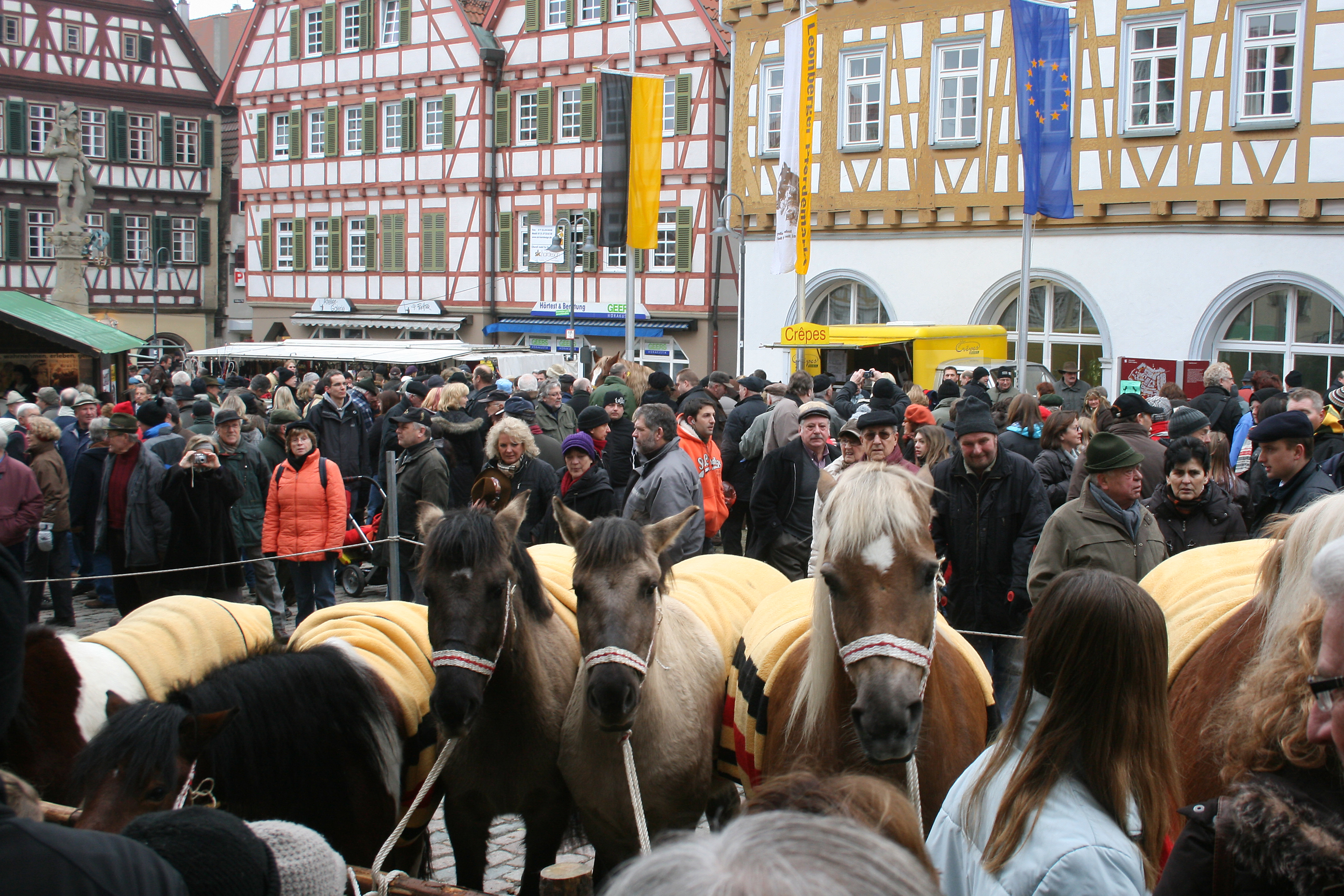
Leonberger Pferdemarkt auf dem historischen Marktplatz

- Im Februar findet der fünftägige Leonberger Pferdemarkt statt. Abschluss und Höhepunkt ist der Festumzug, der am zweiten Dienstag des Monats stattfindet und 2010 über 35.000 Zuschauer hatte.[43] Der Pferdemarkt wurde am 15. Januar 1684 von Herzog Friedrich Karl genehmigt und fand 2023 zum 330. Mal statt.[44]
- Die Altjahrabendfeiern finden am 31. Dezember auf den Marktplätzen von Leonberg und Eltingen statt. Diese Feier mit Kerzen, Musik und einer Ansprache des Oberbürgermeisters besteht der Überlieferung zufolge seit Jahrhunderten. Weit verbreitet, aber historisch fragwürdig, ist die Annahme, dass der Ursprung in der Pestepidemie von 1635 liegt, der zufolge Häuser, in denen noch Bewohner lebten, mit Kerzen gekennzeichnet wurden.[45]
- Das Oldtimertreffen Leo-Motor Classic auf dem Marktplatz zusammen mit dem Kirchplatzfest in Eltingen und einem verkaufsoffenen Sonntag findet seit 1997 im September statt,[46] früher in Verbindung mit dem Altstadtspektakel, bei dem auch Kleinkunst in den Altstadtkellern dargeboten wurde.
- Das vom Musikverein Lyra Leonberg (früher Lyra Eltingen) veranstaltete zweitägige Eltinger Straßenfest fand bis 2019 47 mal statt.[47] Seit 2022 gibt es stattdessen das Lyra-Leo-Beach.[48]
- Seit dem Jahr 2006 wird die Leonberger Musiknacht veranstaltet, bis 2011 unter dem Namen Nightgroove. Die ganze Nacht wird in vielen Lokalen der Stadt Livemusik gespielt.
- Der Waldmeisterlauf in Warmbronn mit mehr als 1000 Teilnehmern findet seit 1977 statt. Der Citylauf Leonberg wird seit 2010 jährlich in der Kernstadt ausgetragen.
- Das dreitägige Rockfestival Warmbronner Open Air, auch als rockXplosion bekannt, findet seit 1985 jährlich auf dem Alten Waldsportplatz im Ortsteil Warmbronn statt.
- Jeweils am letzten Wochenende im Juni findet das Waldfest des Musikvereins Höfingen statt. Bereits seit 1926 wird das Fest am Höfinger Waldeck gefeiert und ist damit das älteste Höfinger Fest. Das Waldfest beginnt traditionell mit einem Marsch des Musikvereins durch Höfingen und lockt jedes Jahr über tausend Besucher an.[49]
- Beim seit 2012 stattfindenden Strohländle auf dem Engelberg gibt es im Sommer einen Monat lang täglich Veranstaltungen und Mitmachangebote.[50] Besonders beliebt sind die Auftritte populärer Coverbands mit jeweils rund 2000 Zuschauern.[51]
- Auf dem viertägigen Eltinger Wengerterfest in der Oberen Feinau wird seit 1998 Leonberger Wein ausgeschenkt.
- Veranstaltungen auf der ehemaligen Solitude-Rennstrecke sind das Oldtimer-Rennsportfestival Solitude Revival, das Motorradtreffen Glemseck 101 und der ADAC Bikertreff.
- Von 2020 bis 2023 wurden beim Leonpalooza-Festival im Sommer auf dem Bürgerplatz bei der Stadthalle Konzerte und Kleinkunst dargeboten. 2023 traten u. a. Nena, Chris de Burgh und Jethro Tull auf.